# Guerre romano-persiane
Per guerre romano-persiane si intende quel complesso di ostilità a bassa o alta intensità che oppose l'antica Roma (repubblica e poi impero) ai vari imperi persiani (Parti e poi Sasanidi). Per quasi sette secoli dopo la prima battaglia avvenuta tra i due Stati a Carre nel 53 a.C., Roma non perse l'occasione per combattere in una lotta lungo il fiume Eufrate, dalle sue sorgenti fino in Mesopotamia e al deserto palmireno. Alla fine i due antagonisti, indebolitisi reciprocamente, furono entrambi o sconfitti (nel caso dell'Impero romano d'oriente) o totalmente inglobati (nel caso dell'Impero sasanide) dal nascente impero arabo.

## Contesto storico
La guerra tra l'Occidente romano e l'Oriente cambiò in modo significativo gli equilibri delle forze politiche nel Mediterraneo antico, come ci racconta lo stesso storico greco Polibio, contemporaneo agli eventi. La guerra tra la Repubblica romana ed Antioco III segnò l'inizio di una nuova fase, in cui Roma sottomise, una dopo l'altra le grandi potenze mediterranee (da Cartagine, al regno di Macedonia), confrontandosi prima con l'Oriente dei Seleucidi, un secolo e mezzo più tardi con quello dei Parti. In questo lasso di tempo, Roma divenne inizialmente erede del regno di Pergamo, trasformato in provincia romana a partire dal 129 a.C. con il nome di provincia d'Asia, ed in seguito trovò il pretesto per poter cominciare la conquista dell'Oriente mediterraneo, in seguito alla minaccia giuntagli dal vicino Regno del Ponto, governato dal re Mitridate VI. Quest'ultimo, al termine di un lungo trentennio di guerre fu sconfitto, sebbene fosse riuscito a fermare, almeno parzialmente e provvisoriamente, le mire espansionistiche romane in questa parte di Mediterraneo. L'esito dell'ultima fase della guerra, condotta da Gneo Pompeo Magno, fu poi fatale non solo al re pontico, ma a tutto l'Oriente mediterraneo. I Romani dal canto loro portarono i confini di Roma ancora più ad oriente, creando le province della Bitinia e Ponto, della Cilicia (strappata da Pompeo, insieme all'isola di Creta, ai pirati) e della Siria, e ponendo le basi per le successive campagne militari orientali contro i vicini Parti.

## Forze in campo, strategie e tattiche militari
Al momento del primo scontro tra Romani e Parti, sembrava che la Partia avesse il potenziale per espandersi fino al Egeo e al Mediterraneo. Nonostante ciò, sotto Pacoro e Labieno, i Romani respinsero l'imponente invasione partica della Siria e riuscirono gradualmente ad approfittare della debolezza del sistema militare partico, che, secondo George Rawlinson, era adatto per la difesa dell'Impero ma non per la conquista di nuovi territori. I Romani, d'altra parte, a partire da Traiano apportarono frequenti modifiche alla loro "grande strategia", e furono da Pacoro in poi in grado di passare all'offensiva contro i Parti. Come i Sasanidi nel III e IV secolo, i Parti di solito evitavano ogni difesa prolungata della Mesopotamia contro i Romani. Nonostante ciò, l'altopiano iranico non cadde mai, poiché le spedizioni romane esaurivano sempre il loro impeto offensivo una volta raggiunta la bassa Mesopotamia, e la loro estesa linea di comunicazioni lungo un territorio non sufficientemente pacificato li esponeva a rivolte e a contrattacchi.
A partire dal IV secolo, i Persiani Sasanidi crebbero in potenza e assunsero il ruolo di aggressore. Essi consideravano molti dei territori annessi all'Impero romano in epoca partica e sasanide appartenenti per diritto alla sfera iraniana. Everett Wheeler afferma che "i Sasanidi, amministrativamente più centralizzati dei Parti, organizzavano formalmente la difesa del loro territorio, sebbene fossero privi di un esercito permanente fino a Cosroe I". In generale i Romani consideravano i Sasanidi una minaccia più seria dei Parti, mentre i Sasanidi consideravano l'Impero romano il nemico per eccellenza.
Militarmente, i Sasanidi, come del resto i Parti, dipendevano fortemente dalla combinazione di arcieri a cavallo e catafratti, la cavalleria pesante corazzata fornita dall'aristocrazia. Essi aggiunsero ad essi un contingente di elefanti da guerra reperiti in India, ma la loro fanteria era qualitativamente inferiore a quella dei Romani. La cavalleria pesante persiana inflisse alcune sconfitte ai fanti romani, inclusi quelli condotti da Crasso nel 53 a.C., Marco Antonio nel 36 a.C., e Valeriano nel 260 d.C. La necessità di contrastare questa minaccia portò all'introduzione dei cataphractarii nell'esercito romano; come conseguenza, la cavalleria armata pesante crebbe in importanza in entrambi gli eserciti dopo il III secolo e fino alla fine delle guerre. I Romani avevano raggiunto un alto livello di sofisticazione negli assedi, e avevano sviluppato numerose macchine da assedio. Dall'altra parte, i Parti erano inetti nell'assediare; la loro cavalleria era più adatta alla tattica colpisci-e-fuggi. La situazione mutò con l'ascesa dei Sasanidi, che erano abili quanto i Romani nell'arte dell'assedio, e facevano uso di artiglieria, macchine sottratte ai Romani, terrapieni, e torri d'assedio.
Verso la fine del primo secolo d.C., Roma per proteggere i suoi confini orientali costruì una serie di fortificazioni lungo la frontiera; tale sistema di fortificazioni, migliorato da Diocleziano, durò fino alle conquiste islamiche del VII secolo. Anche i Sasanidi fortificarono i confini con l'Impero romano. Secondo R.N. Frye, fu sotto Sapore II che il sistema di fortificazioni persiano venne esteso, probabilmente per imitare la costruzione da parte di Diocleziano di nuove fortificazioni nella frontiera orientale dell'Impero romano. I soldati romani impegnati al confine erano noti come limitanei, e affrontarono più volte i Lakhmidi in Iraq, i quali assistevano frequentemente i Persiani nei loro conflitti con i Romani. Sapore aveva l'intenzione di formare un esercito permanente di difesa contro altri Arabi del deserto, specialmente quelli alleati con Roma. Sapore costruì anche nuove fortificazioni in occidente per emulare il sistema romano dei limes, che aveva impressionato i Sasanidi.
Agli albori dell'Impero sasanide, esistevano vari stati cuscinetto tra i due imperi. Questi vennero man mano assorbiti dai due imperi, e nel VII secolo l'ultimo stato cuscinetto, quello dei Lakhmidi arabi di al-Hira, venne annesso all'Impero sasanide. Frye nota che nel III secolo alcuni stati clienti giocarono un importante ruolo nelle relazioni tra Romani e Sasanidi, ma entrambi gli imperi li rimpiazzarono gradualmente con un sistema di difesa organizzato dal governo centrale e basato
sul limes e sulle città di frontiera fortificate, come Dara. Studi recenti hanno riaffermato la superiorità dei Sasanidi sui Parti per quanto riguarda l'organizzazione dell'esercito, le macchine da guerra e da assedio, e la loro abilità nella costruzione di opere difensive.

## Contro i Parti (92 a.C.—224 d.C.)

### Dal primo incontro, alla sconfitta romana di Carre (92-53 a.C.)

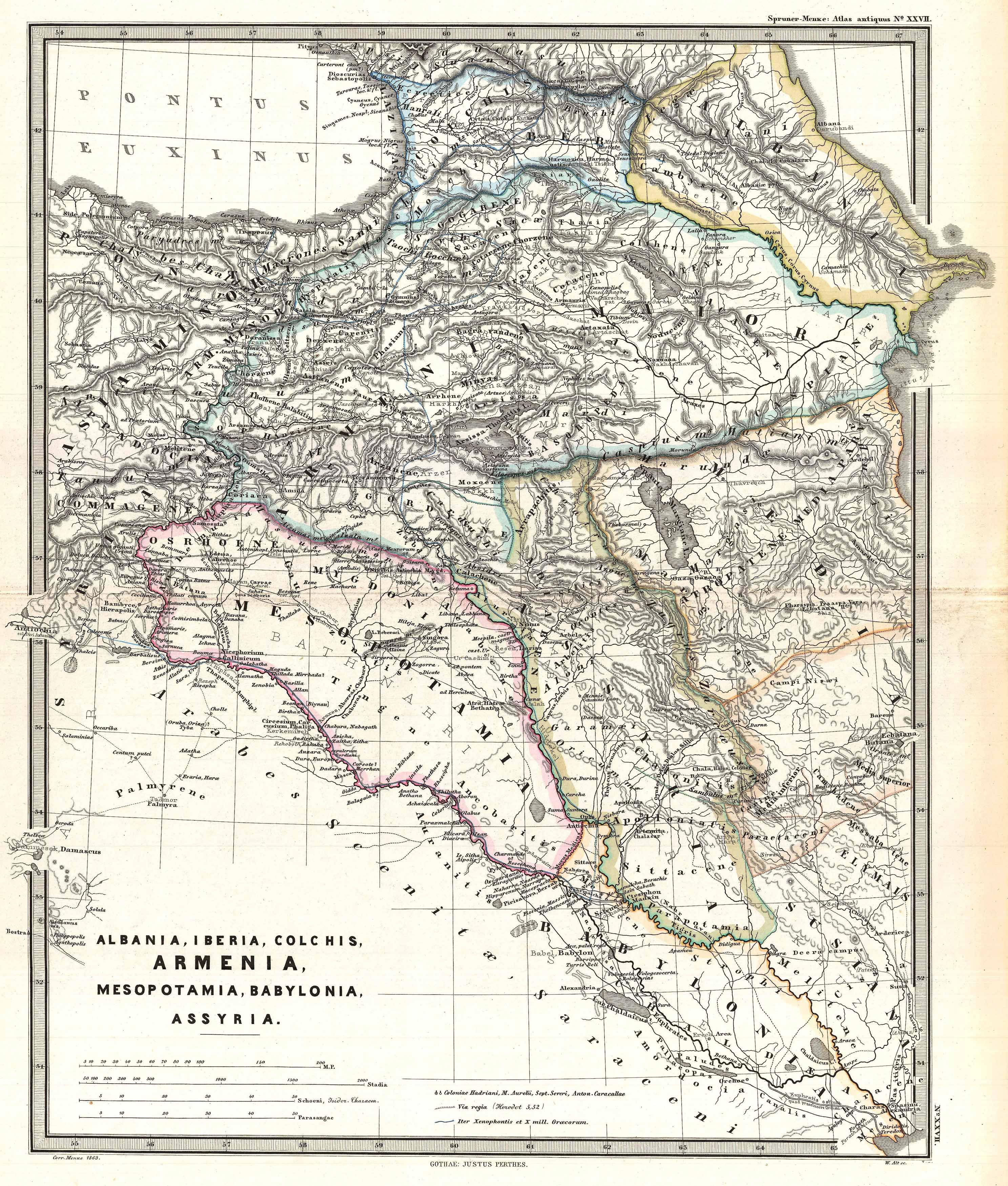
Il teatro degli scontri tra Romani e Parti (dal I secolo a.C. alla fine del II secolo d.C.).

Nel 92 a.C. si assistette ad un avvenimento storico per quell'epoca. La Repubblica romana ed il grande Impero dei Parti vennero a contatto in modo del tutto pacifico. Una delegazione inviata dal sovrano partico, Mitridate II, si incontrò sulle rive dell'Eufrate con Lucio Cornelio Silla. Questo primo incontro fissò sull'Eufrate il confine tra i due imperi. Nel decennio 70-60 a.C. il nuovo re dei Parti, Fraate III, approfittando della guerra tra Roma ed il Regno del Ponto ed Armenia, riuscì ad annettere diversi territori perduti in precedenza. Fece, però, l'errore di appoggiare Tigrane II contro il generale romano, Lucio Licinio Lucullo, e per poco non scatenò un primo conflitto con Roma. La guerra fu scongiurata dall'intervento tempestivo di Gneo Pompeo Magno, giunto da poco in Oriente, e che riuscì a pacificare l'intera area (63-62 a.C.).
In seguito al rinnovo del patto di collaborazione tra i tre componenti del primo triumvirato (nel 54 a.C.), vale a dire Gneo Pompeo Magno, Gaio Giulio Cesare e Marco Licinio Crasso, a quest'ultimo toccò l'Oriente. Crasso, animato dal desiderio di gloria e di successi militari, decise di intervenire negli affari interni dei Parti, interferendo nella disputa tra gli eredi al trono del sovrano dei Parti Fraate III, scomparso nel 57 a.C., e con la prospettiva di spingersi, sulle orme di Alessandro Magno, fino in India. Crasso, però, non aveva le capacità militari di Pompeo o di Cesare. Andò così incontro ad un disastro annunciato, paragonabile solo alla disfatta di Canne. A Carre, nel 53 a.C., egli fu sconfitto ignominiosamente. L'intera sua armata, composta da 7 legioni (30 000-32 000 legionari) e 4 000 cavalieri, fu completamente annientata mentre la Siria romana, si trovò a difendersi dall'invasione partica ed a stento riuscì a resistere.

### Fallimento della vendetta romana (45-36 a.C.)
Gaio Giulio Cesare poco prima di intraprendere una campagna militare contro i Parti e vendicare l'onore ferito di Roma, fu ucciso alle Idi di marzo del 44 a.C. Una guerra di tale portata nasceva però anche dalla sua brama di conquistare il mondo, ora che si sentiva invincibile, e dal desiderio di emulare il Grande Alessandro conquistando tutto l'Oriente, non solo quindi per vendicare la sconfitta dell'amico Marco Licinio Crasso. Cesare morì poco dopo i primi preparativi della "campagna" e questo progetto gigantesco poté essere ripreso pochi anni più tardi, senza successo, da Marco Antonio. Quest'ultimo, infatti, giunto in Oriente alla fine del 38 a.C., cominciò a programmare una campagna di proporzioni colossali che però si risolse in un insuccesso totale nel 36 a.C. Dei 100 000 armati che presero parte alla spedizione (di cui ben 60 000 legionari) tornarono in Siria solo 30 000 legionari e 5 000-6 000 cavalieri iberi/celti.

### Segnali di pace tra i due Imperi: da Augusto ai Flavi (23 a.C.-96 d.C.)

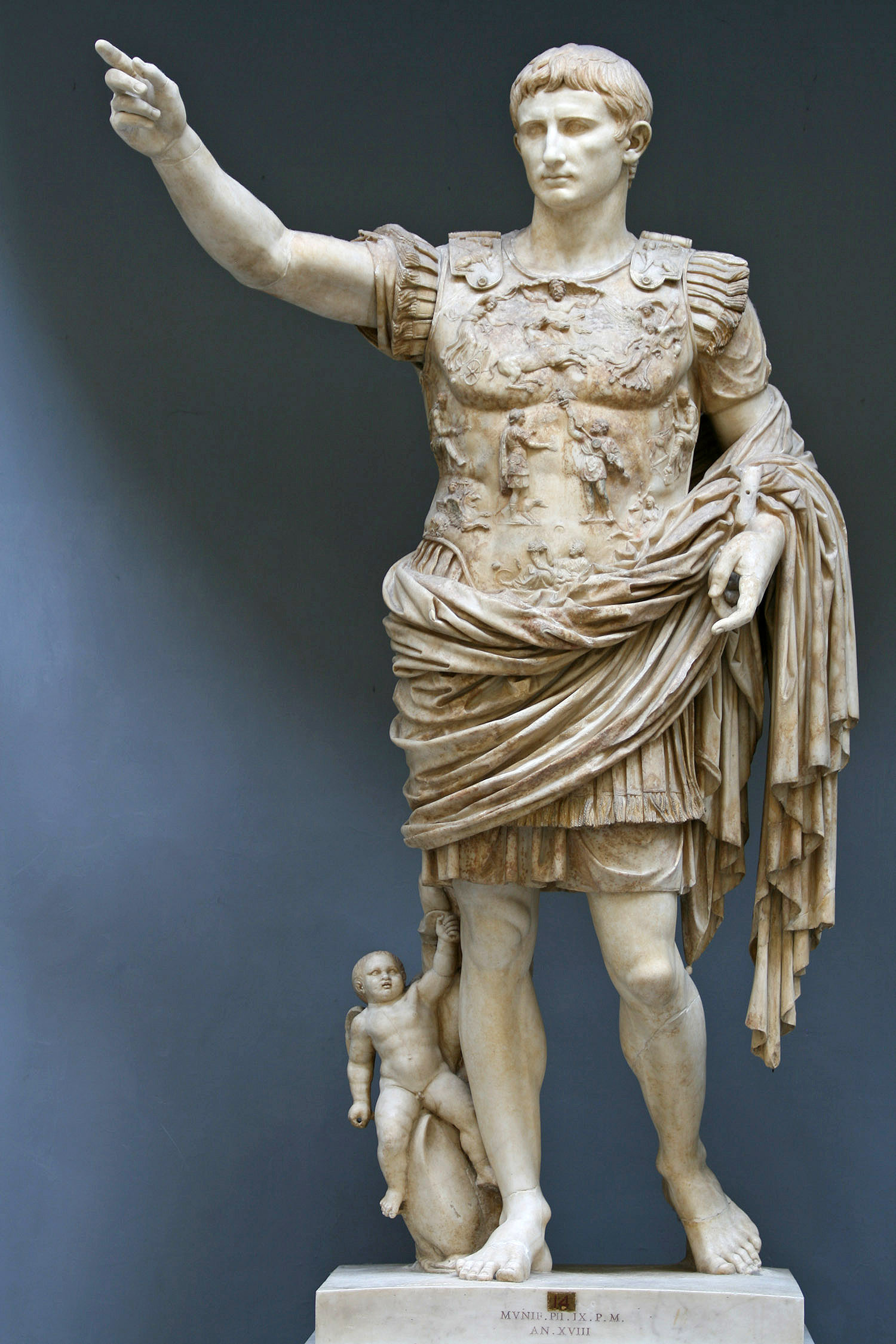
L'Augusto loricato o "di Prima Porta", statua dell'imperatore Augusto, ritratto in tenuta militare da parata. Sulla corazza è rappresentata la scena della consegna delle insegne legionarie di Marco Licinio Crasso da parte del re dei Parti, Fraate IV

Al termine della fase finale della guerra civile tra Ottaviano e Marco Antonio che vide il figlio adottivo di Cesare prevalere dopo la battaglia di Azio del 31 a.C., quest'ultimo inviò in Oriente nel 23 a.C. il suo più valido collaboratore, Marco Vipsanio Agrippa, per trattare la restituzione di un ex sovrano parto e del giovane figlio del nuovo re, Fraate. Due anni più tardi fu la volta del figliastro di Augusto, Tiberio, il quale riuscì a porre sul trono armeno il filo-romano Tigrane II, e a recuperare le insegne imperiali. Fu un successo diplomatico paragonabile alle migliori vittorie ottenute sul campo di battaglia. Augusto, che aveva così deciso, di abbandonare la politica aggressiva di Cesare ed Antonio, era riuscito a stabilire relazioni amichevoli con il vicino impero dei Parti, sebbene nell'1 a.C. si ebbe una nuova crisi lungo il fronte orientale, quando Artavaside III, re d'Armenia filo-romano, fu eliminato dall'intervento dei Parti e dal pretendente al trono Tigrane IV. Anche questa volta, l'invio del giovane nipote Gaio Cesare, portò le due potenze a trovare un accordo, riconoscendo ancora una volta all'Eufrate, il ruolo chiave di confine naturale fra i due Imperi. Tale incontro sanciva il reciproco riconoscimento tra Roma e la Partia, di Stati indipendenti con uguali diritti di sovranità.
Ad Oriente la situazione politica, dopo un periodo di relativa tranquillità successivo agli accordi tra Augusto e i sovrani partici, tornò a farsi conflittuale: Fraate IV ed i suoi figli morirono mentre a Roma regnava ancora Augusto, e i Parti chiesero dunque che Vonone, figlio di Fraate inviato tempo prima come ostaggio, potesse tornare in Oriente, per salire sul trono arsacide. Il nuovo sovrano, però, estraneo alle tradizioni locali, risultò inviso ai Parti stessi, e fu quindi cacciato da Artabano II, e costretto a rifugiarsi in Armenia. Qui i re imposti sul trono da Roma erano morti, e Vonone fu dunque scelto come nuovo sovrano; tuttavia, ben presto Artabano fece pressione su Roma perché Tiberio destituisse il nuovo re armeno, e l'imperatore, per evitare di dover intraprendere una nuova guerra contro i Parti, fece arrestare Vonone dal governatore romano di Siria.
A turbare la situazione orientale intervennero anche le morti del re della Cappadocia Archelao, che era venuto a Roma a rendere omaggio a Tiberio, di Antioco III, re di Commagene, e di Filopatore, re di Cilicia: i tre stati, che erano vassalli di Roma, si trovavano così in una situazione di instabilità politica da non sottovlautare.
La difficile situazione orientale rendeva necessario un nuovo intervento romano, e Tiberio nel 18 inviò il figlio adottivo, Germanico, a cui fu concesso l'imperium proconsolaris maius su tutte le province orientali. Giunto in Oriente, Germanico, con il consenso dei Parti, incoronò ad Artaxata un nuovo sovrano d'Armenia al giovane Zenone, figlio del sovrano del Ponto Polemone I e soprattutto filoromano. Stabilì, inoltre, che la Cappadocia fosse istituita come provincia a sé stante, e che la Cilicia entrasse invece a far parte della provincia di Siria. Germanico aveva così brillantemente risolto tutti i problemi che avrebbero potuto far temere l'accendersi di nuove situazioni di conflitto nella regione orientale. Germanico accettò di rinnovare l'amicizia con i Parti, e acconsentì dunque all'allontanamento dalla Siria di Vonone, che aveva stretto un legame di amicizia con il governatore Pisone.

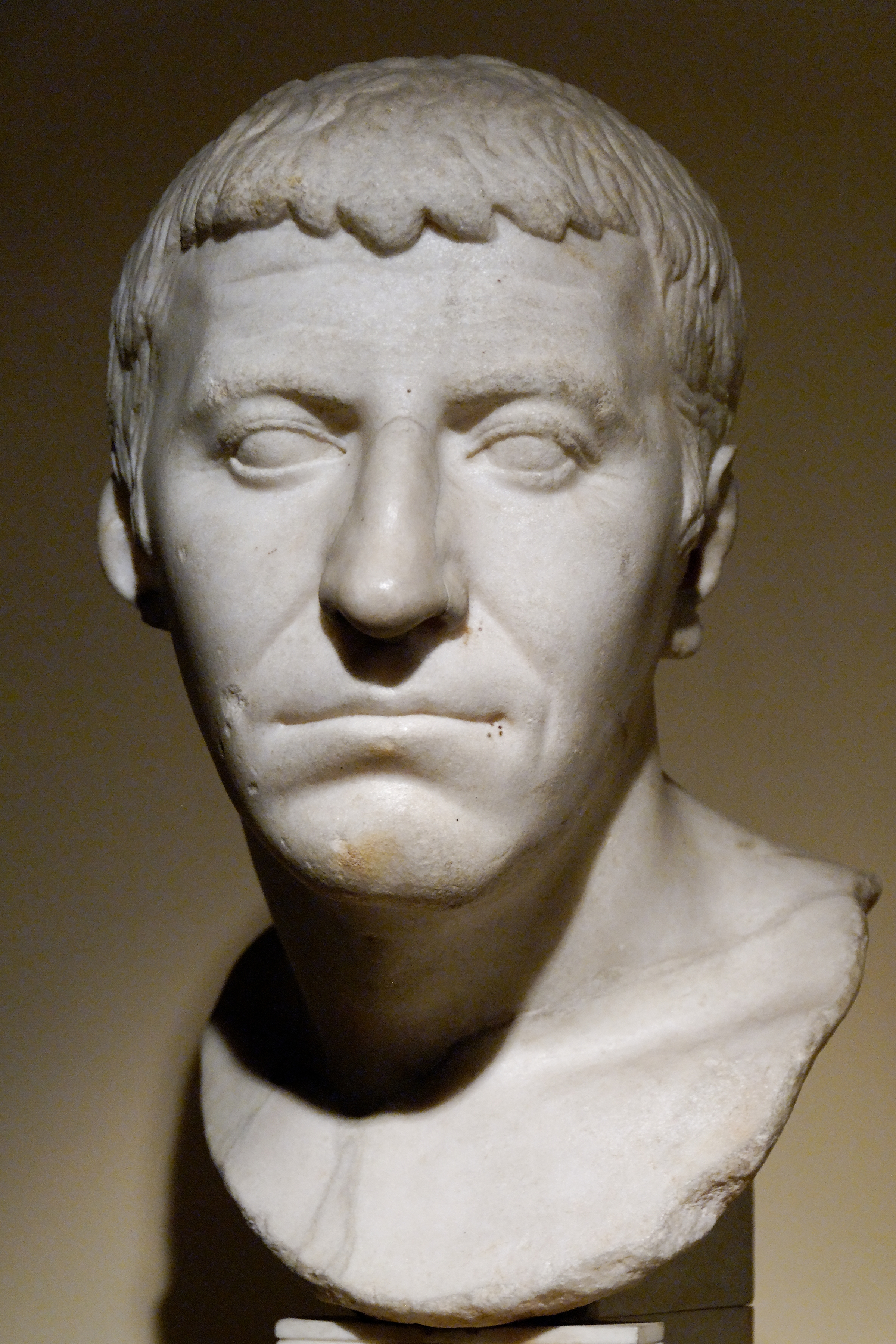
Busto di Gneo Domizio Corbulone, generale romano al tempo dell'imperatore Nerone.

La sistemazione dell'Oriente approntata da Germanico garantì la pace fino al 34: in quell'anno il re Artabano II di Partia, convinto che Tiberio, ormai vecchio, non avrebbe opposto resistenza da Capri, pose il figlio Arsace sul trono di Armenia dopo la morte di Artaxias. Tiberio, allora, decise di inviare Tiridate, discendente della dinastia arsacide a contendere il trono partico ad Artabano, e sostenne l'insediamento di Mitridate, fratello del re di Iberia, sul trono di Armenia. Mitridate riuscì ad impossessarsi del trono di Armenia. Artabano, temendo un nuovo massiccio intervento da parte dei Romani, rifiutò di inviare altre truppe contro Mitridate, e abbandonò le proprie pretese sul regno di Armenia. Contemporaneamente Artabano fu costretto a lasciare il trono all'arsacide Tiridate e a ritirarsi, anche se solo provvisoriamente. Poco tempo più tardi, infatti, Artabano, radunato un grosso esercito, marciò contro Tiridate cacciandolo dal trono, tanto che Tiberio dovette accettare che lo stato dei Parti continuasse ad essere governato da un sovrano ostile ai Romani.
Morto Tiberio nel 37, i Parti costrinsero ancora una volta l'Armenia a sottomettersi), anche se sembra che i Romani nel 47 ottennero nuovamente il controllo del regno, a cui offrirono lo status di cliente. La situazione era in continuo divenire. Nerone, preoccupato dal fatto che il re della Partia, Vologese I, avesse posto sul trono del regno d'Armenia il proprio fratello Tiridate, decise di inviare un suo valente generale, Gneo Domizio Corbulone, a capo delle operazioni orientali. Quest'ultimo, una volta riorganizzato l'esercito, penetrò nel 58 in Armenia e giunto fino alla capitale Artaxata riuscì ad impadronirsene dopo aver battuto lo stesso Tiridate. L'anno successivo fu la volta di Tigranocerta. Al termine delle operazioni, nel 60, pose Tigrane V sul trono di Armenia.
Scoppiata una nuova crisi nel 62, Corbulone fu costretto ad intervenire nuovamente. Egli infatti raggiunse un accordo definitivo con il "re dei re" nel 63, restaurando il prestigio di Roma, e concludendo con Tiridate I di Armenia (sostituitosi a Tigrane V) un accordo che riconosceva nell'Armenia un protettorato romano, che rimase pressoché invariato fino al principato di Traiano (98-117).

### Un secolo di offensive romane: da Traiano a Caracalla (114-216)
Nel 113, Traiano decise di procedere all'invasione del regno dei Parti. Il motivo era la necessità di ripristinare sul trono d'Armenia un re che non fosse un fantoccio nelle mani del re parto. 
(Cassio Dione Cocceiano, Storia romana, LXVIII, 17.)
La verità è che Traiano progettava questa campagna da diversi anni, sulle orme del grande Alessandro e della progettata, ma mai realizzata, spedizione di Cesare di 150 anni prima.
Egli riuscì non solo a sottomettere l'Armenia, facendone una nuova provincia, ma fu il primo romano ad occupare la capitale dei Parti, Ctesifonte (nel 116) e raggiungere il golfo persico. La salute malferma e la morte improvvisa chiusero questo primo capitolo di offensive romane in territorio partico nel 117. Il successore, Publio Elio Traiano Adriano, decise al contrario di ripristinare lo status quo precedente ai primi scontri e riportò i confini imperiali lungo il fiume Eufrate.
| Lucio Vero: sesterzio                                                                      | Lucio Vero: sesterzio                                                                     |
| ------------------------------------------------------------------------------------------ | ----------------------------------------------------------------------------------------- |
|                                                                                            |                                                                                           |
| [parte illeggibile] PARTH MAX, testa laureata a destra in uniforme militare (paludamentum) | [parte illeggibile] IMP III COS II, trofeo con a fianco la Partia seduta su alcuni scudi. |
| 21,11 g, coniato nel 165 dopo l'occupazione della capitale dei Parti, Ctesifonte.          |                                                                                           |

Alla morte di Antonino Pio, il nuovo sovrano partico Vologese IV, divenuto re nel 148, occupava l'Armenia di Soemo, sovrano filo-romano dai tempi di Antonino Pio (REX ARMENIIS DATUS, monetazione del 141-143), ponendo sul suo trono il fratello Pacoro, per poi invadere la vicina provincia romana di Siria (fine del 161, inizi del 162). Tra il 163 ed il 166 Lucio Vero fu così costretto dal fratello, Marco Aurelio a condurre una nuova campagna in Oriente contro i Parti, che l'anno precedente avevano attaccato i territori romani di Cappadocia e Siria ed occupato nuovamente il regno "cliente" d'Armenia. Le armate romane, come cinquant'anni prima quelle di Traiano, riuscirono ad occupare i territori fino alla capitale dei Parti, Ctesifonte. La peste scoppiata durante l'ultimo anno di campagna, nel 166, costrinse i Romani a ritirarsi dai territori appena conquistati, portando questa terribile malattia all'interno dei suoi stessi confini, e flagellandone la sua popolazione per oltre un ventennio.
Il nuovo imperatore, Settimio Severo, che sosteneva di essere fratello dell'imperatore Commodo, trucidato nel 192, intraprese una nuova guerra contro i Parti in due riprese. La prima fu condotta nel 195 al termine della quale ricostituì la provincia di Mesopotamia ponendovi a presidio due delle tre nuove legioni appena create (la legio I e la III Parthica), sotto la guida di un prefetto di rango equestre. La seconda campagna fu condotta dall'estate del 197 alla primavera del 198. Durante questa guerra i suoi soldati saccheggiarono nuovamente la capitale dei Parti, Ctesifonte e per questi successi si meritò l'appellativo di Adiabenicus e Parthicus maximus.
Le campagne di Settimio Severo, avevano portato a un'occupazione stabile della Mesopotamia settentrionale facendone, come forse era accaduto anche sotto Lucio Vero, una nuova provincia romana con a capo un praefectus Mesopotamiae di rango equestre.
Nel 215 fu la volta del figlio Caracalla, il quale alla testa di una "pseudo-falange" (sull'esempio di Alessandro Magno) penetrò nel territorio dei Parti riuscendo a portare la frontiera della provincia romana di Mesopotamia più ad oriente, anche se un tentativo di invadere l'Armenia si rivelò del tutto inutile. L'anno seguente (nel 216) invase con l'inganno la Media, devastando l'Adiabene fino ad Arbela, ai danni del sovrano dei Parti, Artabano IV. Al termine di quest'anno tornò a svernare ad Edessa, ma l'anno successivo fu ucciso in seguito a una congiura, interrompendo una nuova campagna contro i Parti.
Morto Caracalla, il prefetto del pretorio, Macrino, si fece proclamare imperatore e fece ritorno ad Antiochia. Le attività militari continuarono però in Mesopotamia, poiché Artabano IV era intenzionato a recuperare i territori perduti nella campagna precedente. Egli infatti riuscì a battere un esercito romano presso Nisibi ed a ottenere la pace, dietro il pagamento di una grossa somma da parte di Roma, la quale in cambio riuscì a mantenere i suoi possedimenti in Mesopotamia, probabilmente fino ad Hatra. La Mesopotamia sembra rimase sotto il controllo romano almeno fino al 229/230 circa.

## Contro i Sasanidi (224-628)

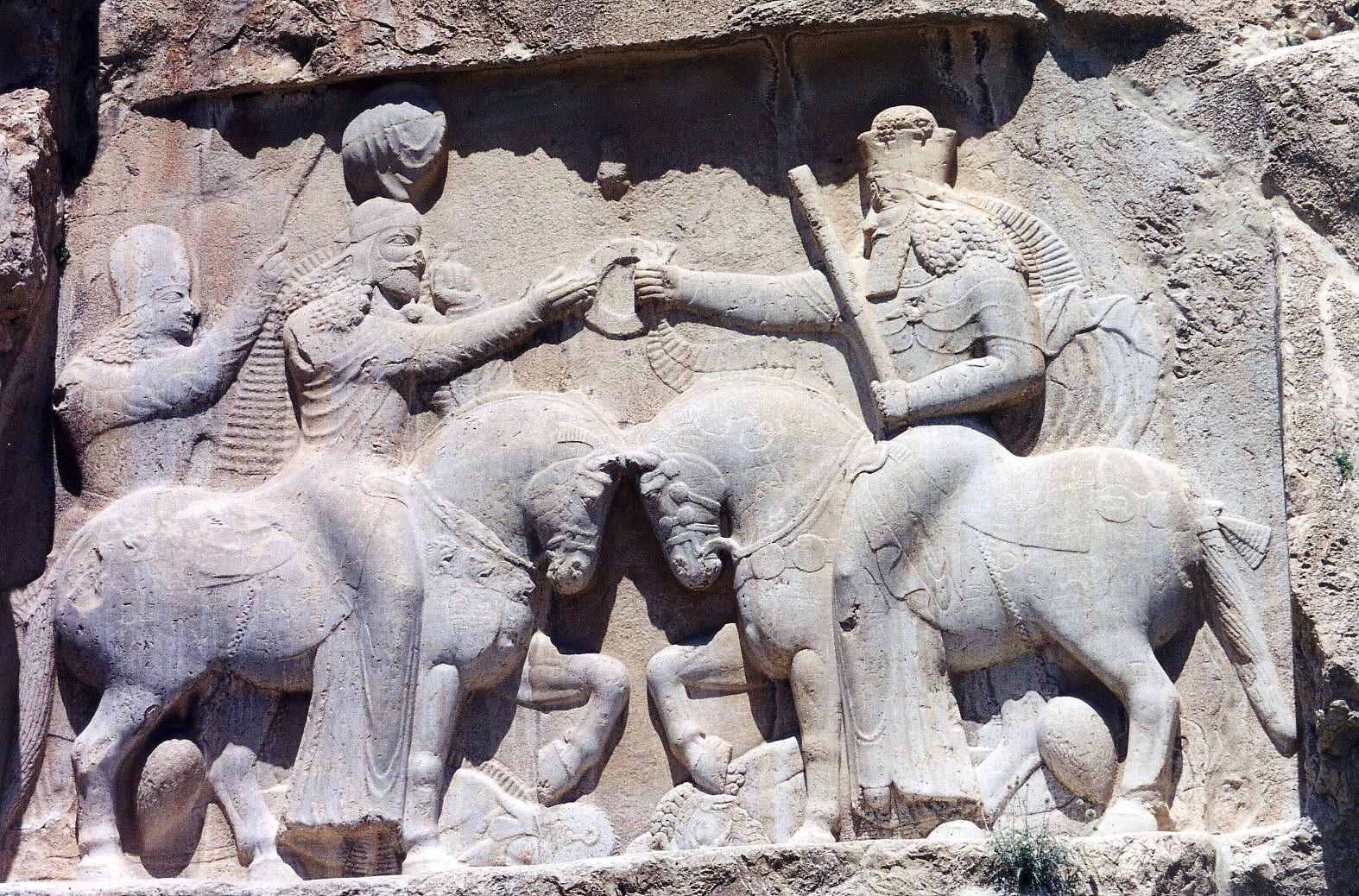
Ardashir I, primo sovrano dei persiani sasanidi, è incoronato sovrano dal dio Ahura Mazdā, succedendo così alla dinastia dei Parti.Kermanshah

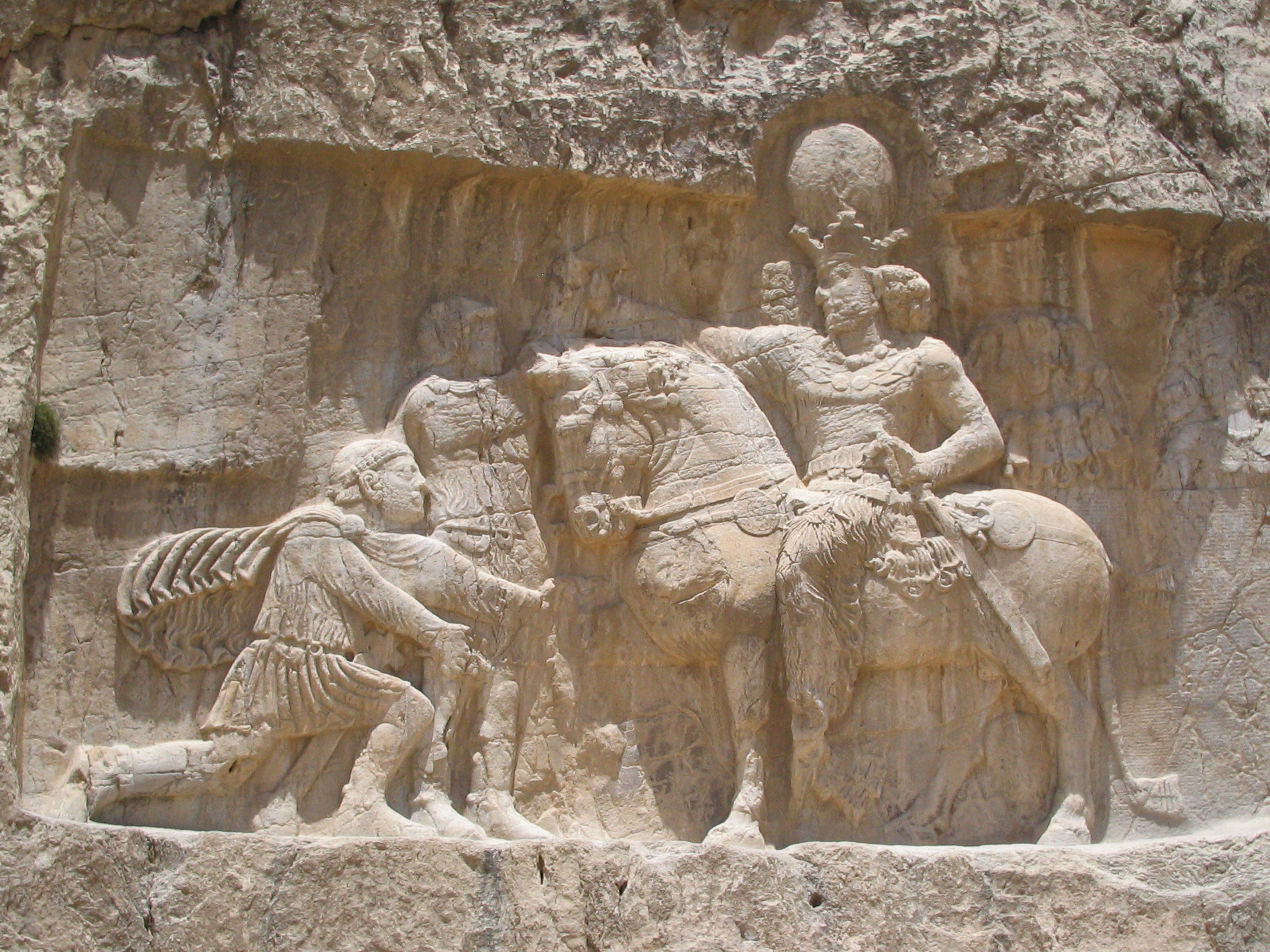
Rilievo a Naqsh-e Rustam del re sasanide Sapore I (a cavallo) con l'imperatore romano Valeriano prigioniero (in piedi) e Filippo l'Arabo che tratta la resa (in ginocchio)

Le ripetute disfatte subite dai Parti da parte degli imperatori romani del II secolo, generarono discredito sulla dinastia arsacide, alimentando un movimento nazionale all'interno dell'attuale Iran. E così nel 224 un nobile persiano, di nome Ardashir I, messosi a capo di una rivolta, riuscì a porre fine al regno dei Parti "in tre battaglie". La nuova dinastia dei Sasanidi, che si dice discendesse dagli Achemenidi, sostituì una dinastia più tollerante, con una centralista, altamente nazionalista e impegnata in una politica di espansione imperialistica, destinata ad essere avversaria orientale dei Romani fino al VII secolo.
(Erodiano, Storia dell'impero dopo Marco Aurelio , VI, 2.6.)
I Sasanidi, che si consideravano discendenti dei Persiani, rivendicavano il possesso di tutto l'impero che era stato degli Achemenidi, ivi compresi i territori, ora romani, dell'Asia Minore e del Vicino Oriente fino al mar Egeo.
(Erodiano, Storia dell'impero dopo Marco Aurelio , VI, 2.2.)

### Romani e Sasanidi da Ardashir I a Giuliano (224-363)

#### Un trentennio di offensive sasanidi (230-260)
Sembra che nel 229/230, Sasanidi e Romani si scontrarono per la prima volta.
Sappiamo infatti che le armate persiane assediarono nel 229, seppure inutilmente, la città "alleata" ai Romani di Hatra (per farne una base di attacco contro questi ultimi. L'anno successivo i Sasanidi avanzarono nella Mesopotamia romana ponendo sotto assedio molte guarnigioni ad ovest dell'Eufrate forse invadendo le province romane di Siria e Cappadocia.
La reazione romana non si fece attendere. Nel 232, col supporto del regno d'Armenia, i Romani invasero la Media puntando alla capitale Ctesifonte, già diverse volte occupata dalle armate romane al tempo dei Parti. L'esito di questa campagna sasanide ad opera di Alessandro Severo non modificò di fatto status quo ante bellum. Ardashir I mise così da parte temporaneamente le sue mire espansionistiche ad Occidente e si concentrò nel consolidamento del suo potere ad oriente.
| Alessandro Severo: sesterzio                                             | Alessandro Severo: sesterzio |
| ------------------------------------------------------------------------ | --- |
|                                                                          | |
| IMP SEV ALEXANDER AVG, testa laureata a destra, drappeggio sulle spalle; | Profectio AVGVSTI, Alessandro Severo a cavallo, mentre regge una lancia, preceduto dalla Vittoria verso destra, che regge corona e palma. |
| Coniato nel 231/232.                                                     | |

La pressione dei barbari alle frontiere settentrionali e contemporaneamente dei Sasanidi in Oriente, non solo si era intensificata, ma dava l'idea che l'impero fosse così "accerchiato". Molti degli imperatori che vennero via via proclamati dalle legioni in questi venticinque anni, non riuscirono neppure a metter piede a Roma, né tanto meno a mettere mano a riforme interne durante i loro brevissimi regni, poiché permanentemente occupati nelle lotte contro altri pretendenti al trono imperiale o a difesa del territorio contro i nemici esterni. Il periodo dell'anarchia militare in cui per circa un cinquantennio versò l'Impero romano, determinarono non pochi vantaggi a favore del nascente Impero sasanide, che non si lasciò sfuggire l'occasione di sorprendenti rivincite.
Ancora Ardashir I, dopo una tregua durata circa un quinquennio, tornò ad attaccare la Mesopotamia romana a partire dal 237/238, arrivando a porre sotto assedio la stessa Antiochia di Siria nel 240. A partire poi dal 241, Ardashir associò al potere il figlio, Sapore I.
L'imperatore romano Gordiano III fu costretto così ad intervenire per riprendersi i territori perduti, ed iniziò una nuova campagna contro Sapore I nella primavera del 243, ma la morte improvvisa dello stesso Imperatore, sembra assassinato dietro istigazione del prefetto del pretorio Filippo l'Arabo, destinato a succedergli, portò alla cessazione delle ostilità. La pace fu siglata, questa volta con un trattato molto oneroso per i Romani, con il pagamento di ben 500 000 denari. Il ritiro delle armate romane portò allo status quo ante le campagne di Ardashir degli anni 237-241, e una pace che durò per otto anni, fino al 252. Tornarono così sotto il controllo romano parte della Mesopotamia settentrionale fino a Singara, al punto che Filippo si sentì autorizzato a fregiarsi del titolo di Persicus maximus.

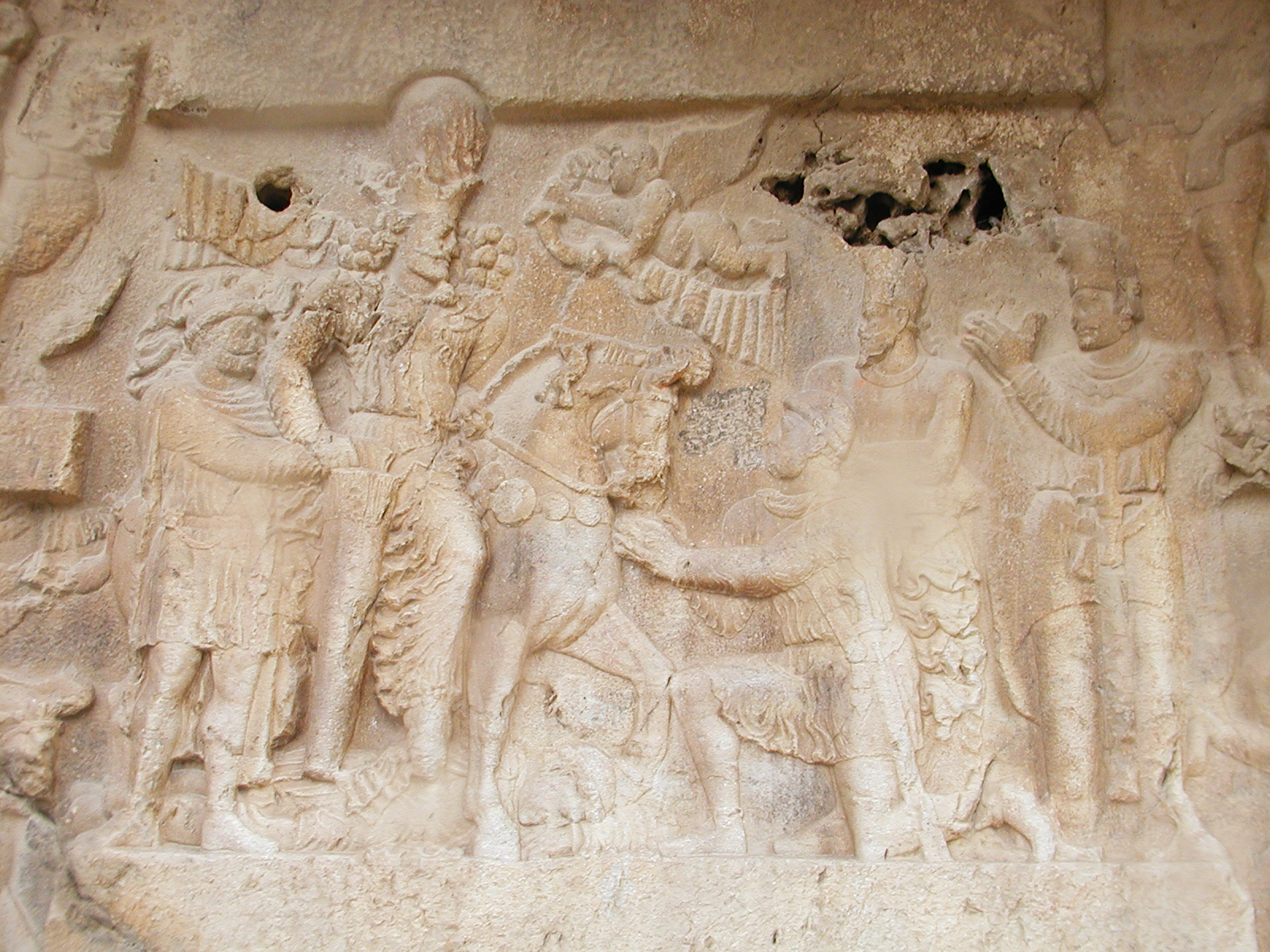
Rilievo sasanide a Bishapur, raffigurante il trionfo di Sapore I (a cavallo) sugli imperatori romani Gordiano III (calpestato dal cavallo), Filippo l'Arabo (tenuto da Sapore) e Valeriano (in ginocchio davanti a Sapore)

Sotto l'impero di Treboniano Gallo (251-253) i Sasanidi tornarono ad impossessarsi dell'Armenia, uccidendone il sovrano regnante ed espellendone il figlio (252). L'anno seguente Sapore I riprese una violenta offensiva contro le province orientali dell'impero romano. Le truppe persiane occuparono la provincia della Mesopotamia e si spinsero in Siria dove batterono l'esercito romano accorrente a Barbalissos e si impossessarono della stessa Antiochia, dove razziarono un ingente bottino e trascinarono con sé numerosi prigionieri (253). Questa invasione avveniva contemporaneamente ad un'altra grande incursione proveniente al di là del Danubio e del Ponto Eusino da parte dei Goti (a tal proposito si veda Invasioni barbariche del III secolo).
Ancora nel 256, fino al 259-260, gli eserciti di Sapore I, sottraevano importanti roccaforti al dominio romano in Siria. L'imperatore Valeriano fu costretto ad intervenire, ma giunto ad assediare Edessa e recatosi ad un incontro con il re persiano, sembra fu fatto prigioniero a tradimento nell'aprile-maggio del 260.
Il figlio, Gallieno, trovandosi in quello stesso periodo a dover combattere lungo il fronte del basso Danubio contro i Goti, dovette rinunciare a compiere un'ulteriore spedizione per liberare il padre. Egli preferì designare Settimio Odenato, principe di Palmira, del titolo di corrector totius Orientis, con l'obiettivo di allontanare sia la minaccia sasanidi sia quella dei Goti, che infestavano le coste dell'Asia Minore.

#### Intermezzo palmireno tra i due Imperi (260-273)

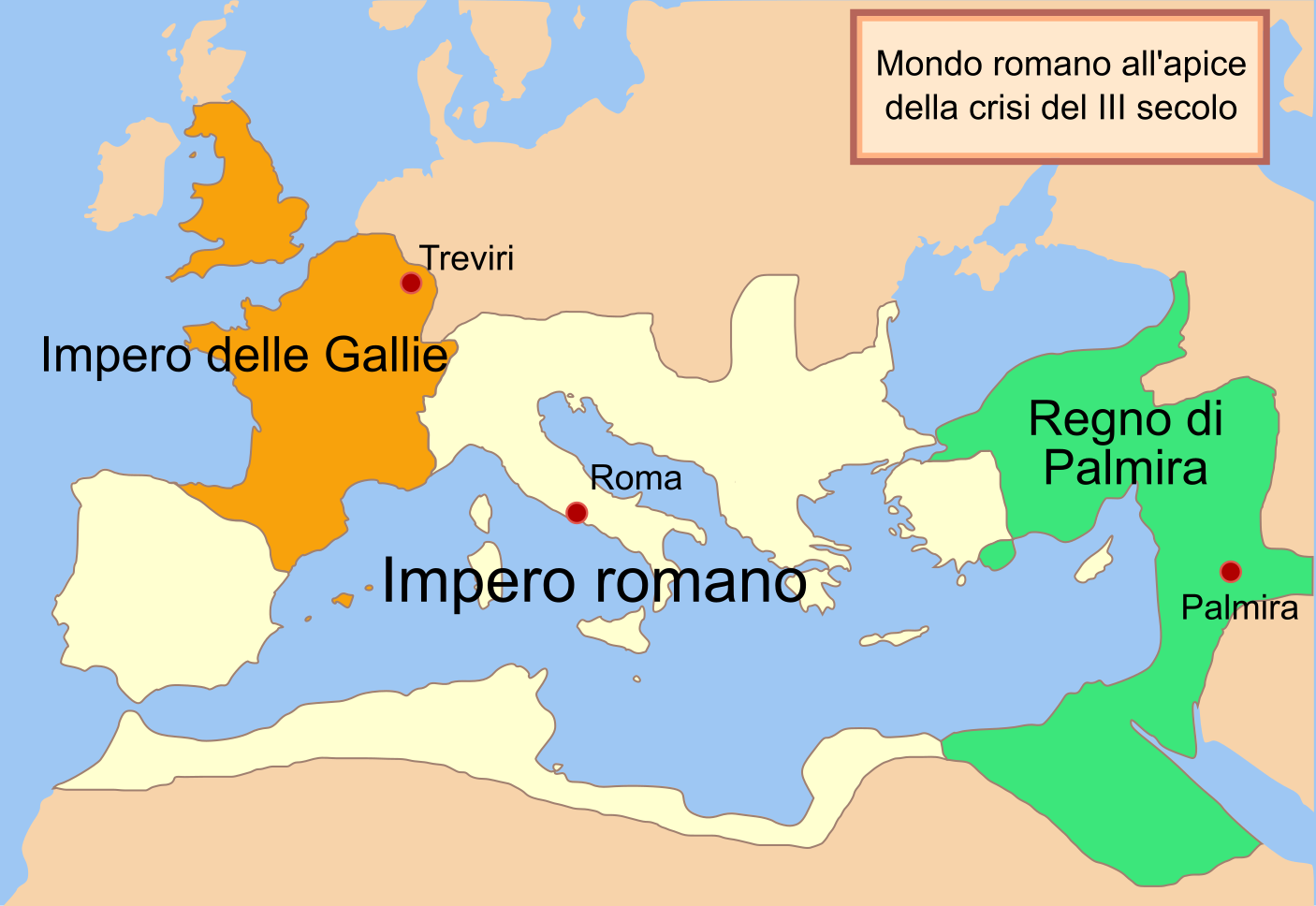
La triarchia dell'Impero romano, vide la costituzione dell'Impero delle Gallie ad Occidente, del Regno di Palmira a Oriente ed al centro l'Italia e l'Illirico.

La cattura di Valeriano da parte dei Persiani lasciò l'Oriente romano alla mercé di Sapore I, il quale riuscì ad occupare oltre a Tarso ed Antiochia, anche tutta la provincia romana di Mesopotamia e parte della Cappadocia. 
La controffensiva romana portò il prefetto del pretorio, Ballista, a sorprendere i Persiani presso Corycus in Cilicia ed a respingerli fino all'Eufrate. Frattanto Odenato decise di abbracciare la causa di Roma contro i Persiani, infliggendo agli stessi una pesante sconfitta.
Nel 262 Odenato, nominato da Gallieno rector Orientis, tornò ad occupare tutta la Mesopotamia romana, recuperando gran parte degli antichi territori orientali romani e costringendo Sapore I alla fuga dopo averlo battuto in battaglia. L'anno successivo una campagna militare lo condusse ad occupare la stessa capitale dei Persiani, Ctesifonte.
L'ambiziosa vedova di Odenato, Zenobia, una volta ottenuto il controllo del regno palimereno e di tutti i domini orientali dell'impero romano, trasformò il nuovo stato in una monarchia indipendente dai due Imperi. Suo figlio Vaballato divenne, infatti, non solo corrector totius Orientis, ma anche Rex (Re). Zenobia orchestrò la ribellione contro l'autorità Imperiale ed attuò una politica espansionistica negli anni successivi (dal 269 al 270), riuscendo ad annettere al nuovo Regno, Bitinia, Ponto edEgitto.
La nuova situazione geopolitica dell'area, ratificata da un trattato concluso con l'imperatore Claudio II il Gotico, portò alla guerra con Roma con l'avvento del nuovo imperatore Aureliano. Quest'ultimo, deciso infatti a ristabilire il controllo romano su tutte le regioni orientali, riuscì ad entrare vittorioso nella capitale del regno di Zenobia, Palmira (estate 272). La regina fu catturata insieme al figlio, ed esibita pochi anni più tardi nel Trionfo presso il Foro romano.

#### Nuove offensive romane (273-298)

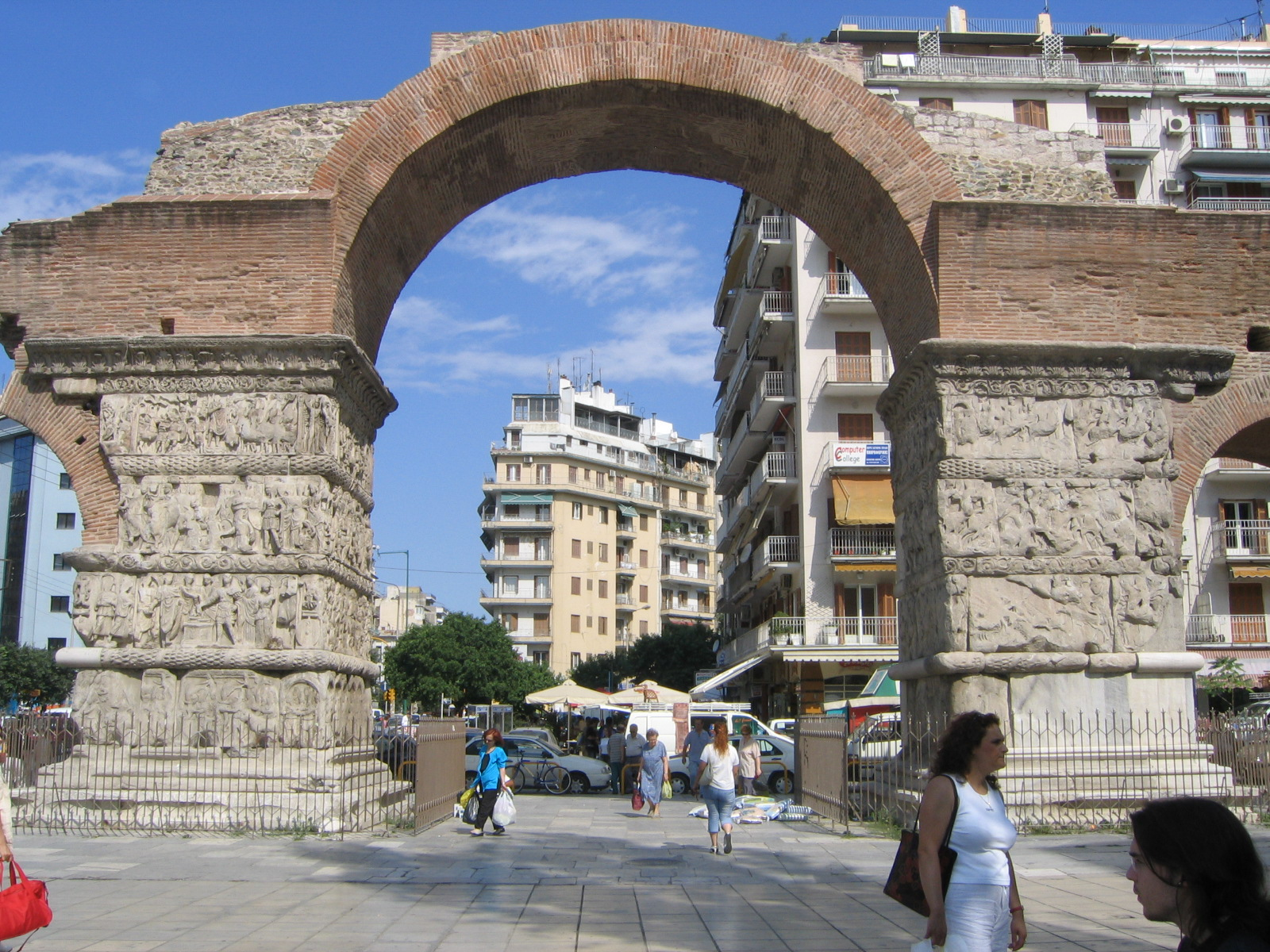
Arco di Galerio a Tessalonica. Fu eretto dall'omonimo imperatore per celebrare la vittoria sui Sasanidi del 297, che portò a una pace durata quarant'anni.

L'ultima impresa che aveva progettato l'imperatore, Marco Aurelio Probo, fu quella di tornare in possesso della provincia di Mesopotamia, strappandola ai Persiani. La Historia Augusta ci racconta che:
(Historia Augusta, Probo, 17.4-6)
Conclusa la pace con i Persiani, riprese in mano il progetto di invadere la Mesopotamia due anni più tardi nel 282. E mentre stava organizzando le armate a Sirmio per questa imponente campagna militare, cadde ucciso a tradimento.
Ucciso Probo, divenne imperatore il suo prefetto del pretorio, Marco Aurelio Caro, il quale organizzò una campagna contro i Sasanidi, approfittando del fatto che il re persiano Bahram II era stato indebolito da una guerra civile contro il fratello Ormisda. Caro condusse le proprie armate in territorio sasanide, occupando Seleucia e Ctesifonte (nel 283), tanto da meritarsi l'appellativo di Persicus maximus. L'avanzata romana cessò con l'assassinio dell'imperatore, che lasciò al figlio Numeriano, il compito di ricondurre l'esercito all'interno dei confini dell'impero. L'anno successivo anche quest'ultimo fu ucciso a Perinto.
Appena ottenuto il potere, Diocleziano nominò suo cesare per l'Occidente un valente ufficiale di nome Massimiano, facendone il proprio successore designato, formando così una diarchia in cui i due imperatori si dividevano su base geografica il governo dell'impero e la responsabilità della difesa delle frontiere e della lotta contro gli usurpatori. Data però la crescente difficoltà a contenere le numerose rivolte all'interno dell'impero e lungo i confini settentrionali ed orientali, nel 293 si procedette a un'ulteriore divisione territoriale: Diocleziano nominò come suo cesare per l'oriente Galerio, mentre Massimiano fece lo stesso con Costanzo Cloro per l'occidente.
Dalle affermazioni di Eutropio risulterebbe che una nuova guerra tra Roma e la Persia iniziò già nel 293. Ma è solo nel 296 che il cesare Galerio, intraprese una campagna militare su vasta scala contro il nuovo sovrano sanasnide Narsete, che aveva invaso la provincia romana di Siria tre anni prima. L'esercito romano, seppure dopo un'iniziale sconfitta presso Nicephorium Callinicum, nel 297, avanzando attraverso le montagne dell'Armenia, ottenne una vittoria decisiva sul "re dei re".
Approfittando del vantaggio, prese la città di Ctesifonte, costringendo Narsete alla pace l'anno successivo. La Mesopotamia ritornò sotto il controllo romano, l'Armenia fu riconosciuta protettorato romano, mentre a Nisibi furono accentrate le vie carovaniere dei commerci con l'estremo Oriente (Cina e India). Con il controllo di alcuni territori ad est del fiume Tigri, fu raggiunta la massima espansione dell'impero verso est (298).

#### Quarant'anni di pace tra i due Imperi (298-337)

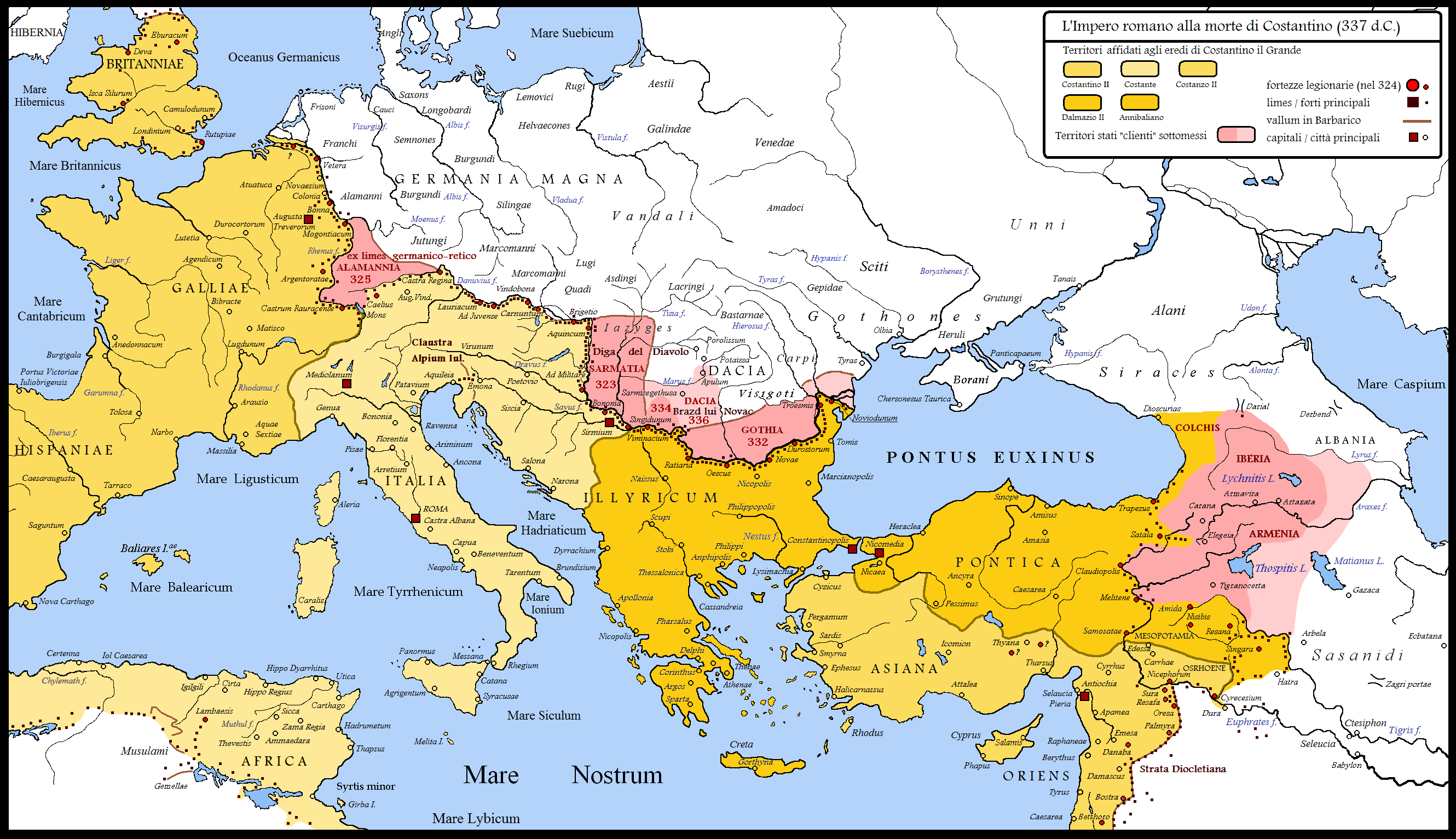
Le frontiere orientali al tempo di Costantino, con i territori acquisiti nel corso del trentennio di campagne militari (dal 306 al 337).

Il trattato di pace, siglato nel 298, durò per quasi quaranta anni, portò a Diocleziano un nuovo trionfo, in occasione del ventesimo anniversario dall'ascesa al trono (nel 304):
(Edward Gibbon, Declino e caduta dell'Impero romano, pp. 148-149)
La sconfitta dei Sasanidi ad opera di Diocleziano e Galerio garantì all'Impero romano quasi un quarantennio di relativa pace, ed il riconoscimento del Regno d'Armenia come "stato cliente". Fu solo quando nel 334, il re armeno fu fatto prigioniero e condotto in Persia, che gli Armeni invocarono l'aiuto di Costantino I. Quest'ultimo dopo aver scritto inutilmente al grande "re dei re", Sapore II, decise di prepararsi alla guerra contro la Persia a partire dalla fine del 336. Giovanni Lido non nasconde che il desiderio di Costantino era anche quello di eguagliare imperatori come Traiano e Settimio Severo nella conquista della Persia.

#### Nuove offensive sasanidi e controffensiva romana di Giuliano (337-363)

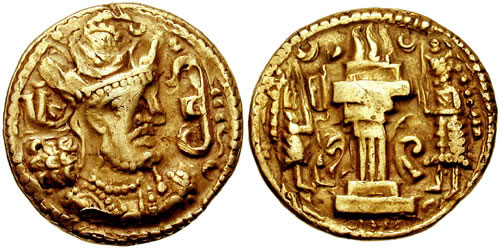
Moneta di Sapore II, sovrano dei Sasanidi (309-379) contemporaneo di Costanzo: tutto il regno di Costanzo fu caratterizzato da ostilità ad alta e bassa intensità con i vicini orientali, con i due sovrani che ottennero vittorie e sconfitte senza mai portare il colpo decisivo.

Nel 337, poco prima della morte di Costantino I, i due eserciti, da una parte quello romano comandato dal figlio di Costantino, Costanzo II, e dal nipote Annibaliano (a cui era stato promesso di elevarlo a "re degli Armeni"), dall'altro quello persiano, condotto da Sapore II, ruppero la tregua conclusa oltre trent'anni prima da Narsete e Galerio, e tornarono a scontrarsi. Costanzo si recò ad Antiochia di Siria, dove qui rimase dal 338 al 350 per meglio difendere i confini orientali. L'esito degli scontri non ci è noto però, anche se si presuppone sia avvenuto in Mesopotamia.
Costanzo affrontò intanto anche la difficile situazione armena, che tornò sotto l'influenza romana per tutti gli anni 340. Il conflitto per la Mesopotamia fu invece pienamente militare. Costanzo scelse di affidarsi a una nuova linea strategica, potenziando tutta una serie di fortezze frontaliere disposte in profondità, facendo perno su di esse per contenere gli attacchi sasanidi. Si trattò quindi di una guerra difensiva per le armate romane, in cui furono evitate per quanto possibile le manovre in campo aperto con l'esercito al completo. Tra gli episodi principali della guerra vi furono alcune vittorie dei suoi generali, che gli permisero di fregiarsi dal 338 del titolo di Persicus e dal 343 di quello di Adiabenicus Maximus. Era iniziato così un conflitto che durò a fasi alterne per ben ventisei anni, in cui Sapore cercò di conquistare le fortezze frontaliere della Mesopotamia romana: Singara, Nisibi e Amida. E sebbene Sapore fosse riuscito in alcune circostanze a sconfiggere l'esercito romano di Costanzo II, non riuscì a garantire un'occupazione permanente di queste fortezze, spesso rioccupate dai Romani.

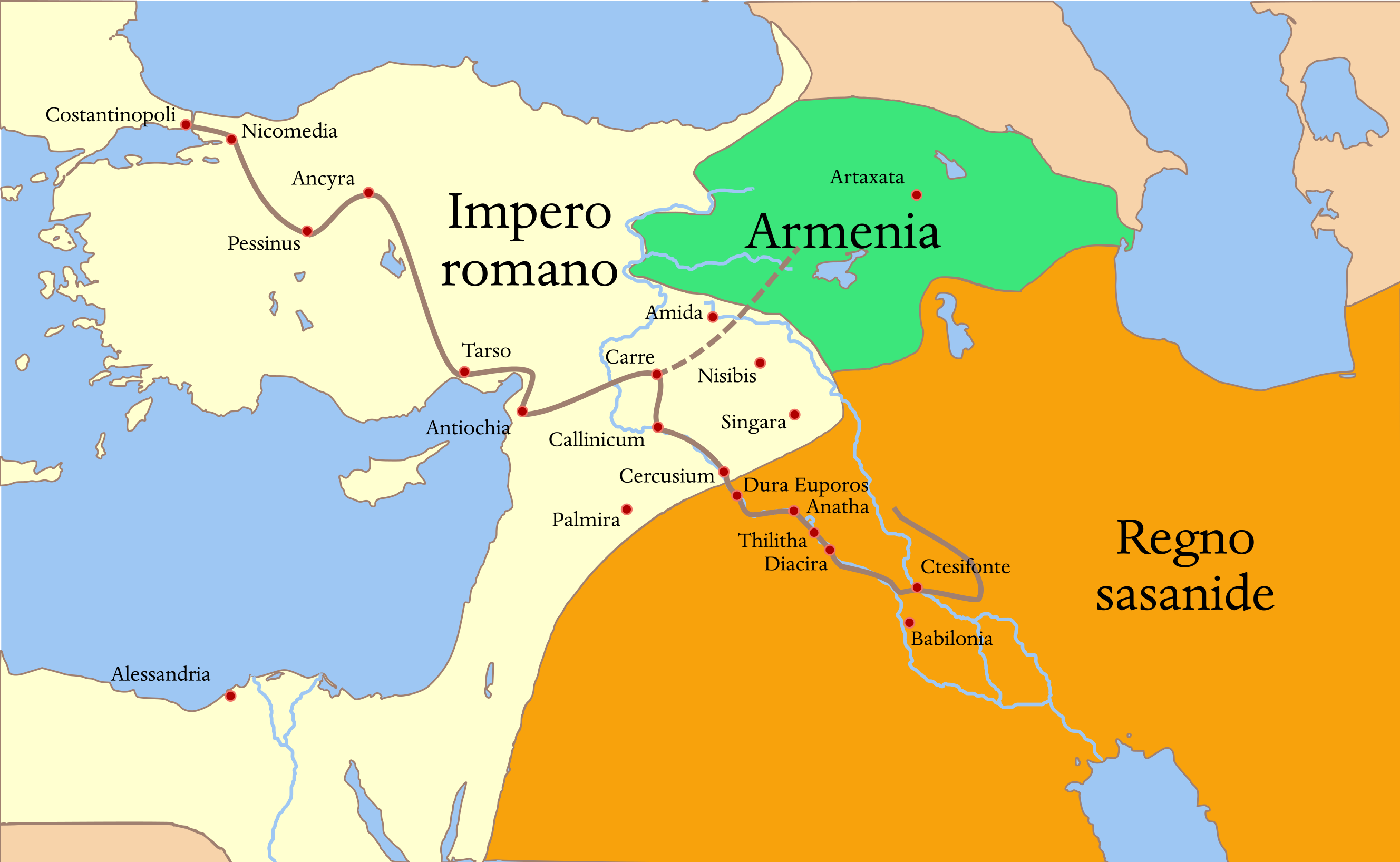
Campagna sasanide di Giuliano, 362-363.

Le operazioni militari contro i Romani si dovettero interrompere quando i Sasanidi nel 351 furono attaccati a oriente (nell'attuale Afghanistan) da alcune tribù nomadi: dopo una lunga guerra (353-358), Sapore riuscì a soggiogare le tribù, ottenendo degli alleati per la sua successiva campagna contro i Romani. La nuova offensiva sasanide portò nel 359 alla conquista di Amida; l'anno successivo fu la volta di Singara e di altre fortezze.
Costanzo fu obbligato a lasciare la frontiera per affrontare l'usurpazione del cugino Giuliano, morendo lungo il viaggio. Il nuovo imperatore fu impegnato nella politica interna, ma nel 363 diede inizio a una campagna militare contro i Sasanidi, nella quale riuscì a penetrare in territorio nemico, sconfiggendo l'esercito di Sapore, superiore in numero, nella battaglia di Ctesifonte, ma non riuscì a conquistare la città, e fu ucciso durante la ritirata. Al suo posto fu proclamato imperatore Gioviano, col quale Sapore firmò un trattato di pace che garantì ai Sasanidi importanti guadagni territoriali.

### Romani e Sasanidi, da Gioviano alla conquista araba (363-628)
Successivamente Sapore rivolse la propria attenzione all'Armenia, da lungo tempo contesa ai Romani. Riuscì a catturare il re Arshak II, fedele alleato di Roma, e lo costrinse al suicidio; tentò anche di introdurre lo Zoroastrismo nel paese. La nobiltà armena si oppose all'invasione e prese contatto con i Romani, che inviarono il re Pap, figlio di Arshak II, in Armenia. Sull'orlo di una nuova guerra, l'imperatore Valente decise di sacrificare Pap, facendolo assassinare a Tarso, dove si era rifugiato, dal generale Traiano (374).
Nel 384 l'Armenia venne spartita tra i due imperi: l'Armenia orientale finì sotto l'influenza sasanide, come stato vassallo, mentre la parte occidentale venne annessa all'Impero romano d'Oriente. Seguirono anni di pace tra i due imperi.

#### Campagne di Teodosio II

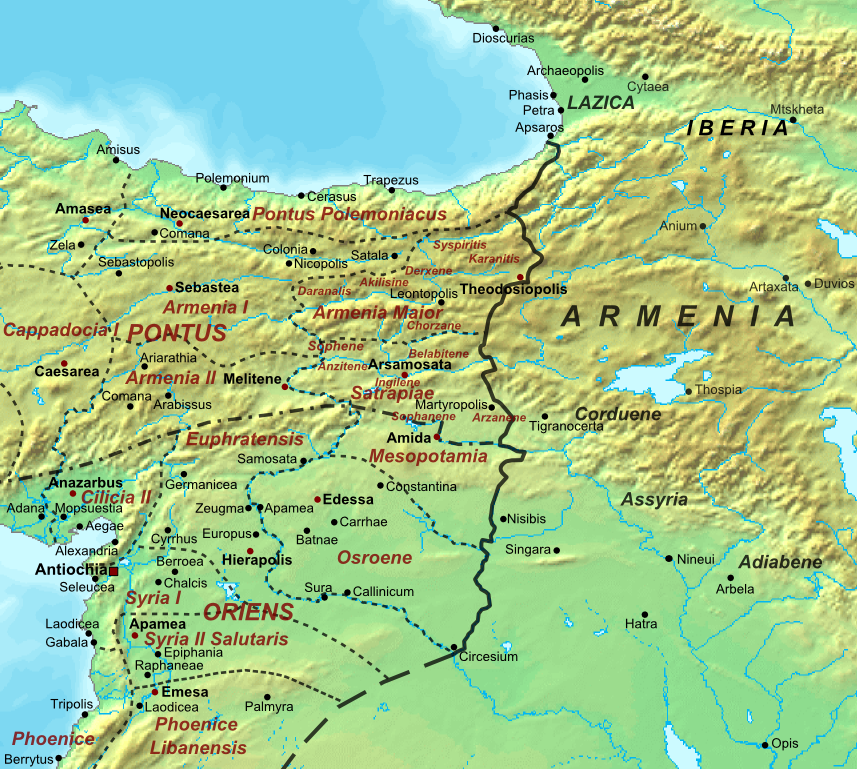
La frontiera romano–persiana dopo la spartizione dell'Armenia nel 384. La frontiera rimase stabile per tutto il V secolo.

La situazione cambiò nel 421 quando, appena salito al trono, Bahram V continuò la persecuzione contro i cristiani iniziata dal padre, Yazdgard I, dopo il tentativo del vescovo di Ctesifonte di incendiare il tempio del Grande Fuoco della capitale sasanide. Questa persecuzione fu il casus belli dell'offensiva imperiale. L'imperatore Teodosio II inviò un forte contingente militare in Armenia, da sempre contesa dalle due potenze confinanti, al comando di Ardaburio, il quale inflisse delle sconfitte all'esercito sasanide, saccheggiò l'Arzanene e, dopo aver ottenuto rinforzi, invase la Mesopotamia assediando Nisibi. Bahram, vista in pericolo la prestigiosa e fondamentale fortezza di Nisibi, decise di guidare personalmente l'esercito sasanide. Condotti dal loro re i Persiani riuscirono a liberare Nisibi dall'assedio romano e a costringere i Romani al ritiro. Dopo aver messo sotto assedio Teodosiopoli, Bahram venne sconfitto a Resaena. Lo scià tentò allora un colpo di mano, ordinando agli Immortali di attaccare il campo romano: Ardaburio riuscì però a neutralizzare l'attacco e ad imporre la pace al sovrano sasanide (423).
Nel 440 Yazdgard radunò un esercito composto da contingenti di diverse nazioni vassalle dei Persiani e attaccò i Romani prendendoli di sorpresa: solo un'improvvisa e notevole alluvione mise fine all'attacco persiano, permettendo ai Romani di ritirarsi e impedendo a Yazdgard, che comandava il proprio esercito, di invadere il territorio romano. Teodosio inviò allora il proprio generale Anatolio al campo sasanide dove riuscì a persuadere Yazdgard a stipulare la pace, che prevedeva tra i suoi termini l'accordo di non costruire nuove fortezze frontaliere e di non fortificare quelle esistenti.

#### Campagne del VI e VII secolo

##### Guerra anastasiana (502-506)
Ai due brevi conflitti scoppiati sotto il regno di Teodosio II seguirono cinquant'anni di pace nel corso dei quali l'Impero sasanide divenne tributario degli Eftaliti o Unni Bianchi. Nel 502 lo scià persiano Cavade I, trovatosi in debito con il re degli Eftaliti, chiese in prestito del denaro all'Imperatore d'Oriente Anastasio, ma al rifiuto di questi, dichiarò guerra all'Impero. Cavade, con una campagna rapida, saccheggiò tutta l'Armenia espugnando nel 503 Teodosiopoli e Amida. Anastasio reagì allestendo quattro eserciti ma questi, a causa della loro lentezza e imprudenza, vennero sconfitti agevolmente dall'esercito di Cavade (503). Dopo aver saccheggiato l'Arzanene, i Romani riuscirono a comprare la resa di Amida versando una certa somma di denaro (504). Il protrarsi del conflitto contro gli Eftaliti convinse infine Cavade a concludere una pace con l'Impero d'Oriente, che venne firmata nel 506.
Negli anni successivi la tensione tra i due imperi venne alimentata dalla decisione dell'Imperatore Anastasio di fortificare Dara, che suscitò le proteste di Cavade, che sosteneva che la costruzione di nuove fortificazioni nella frontiera tra i due imperi violava i trattati di pace precedenti. Nonostante le proteste, le mura vennero completate nel 507–508. Vennero riparate anche le fortificazioni di Edessa, Batne e Amida.

##### Guerra iberica (526-532)

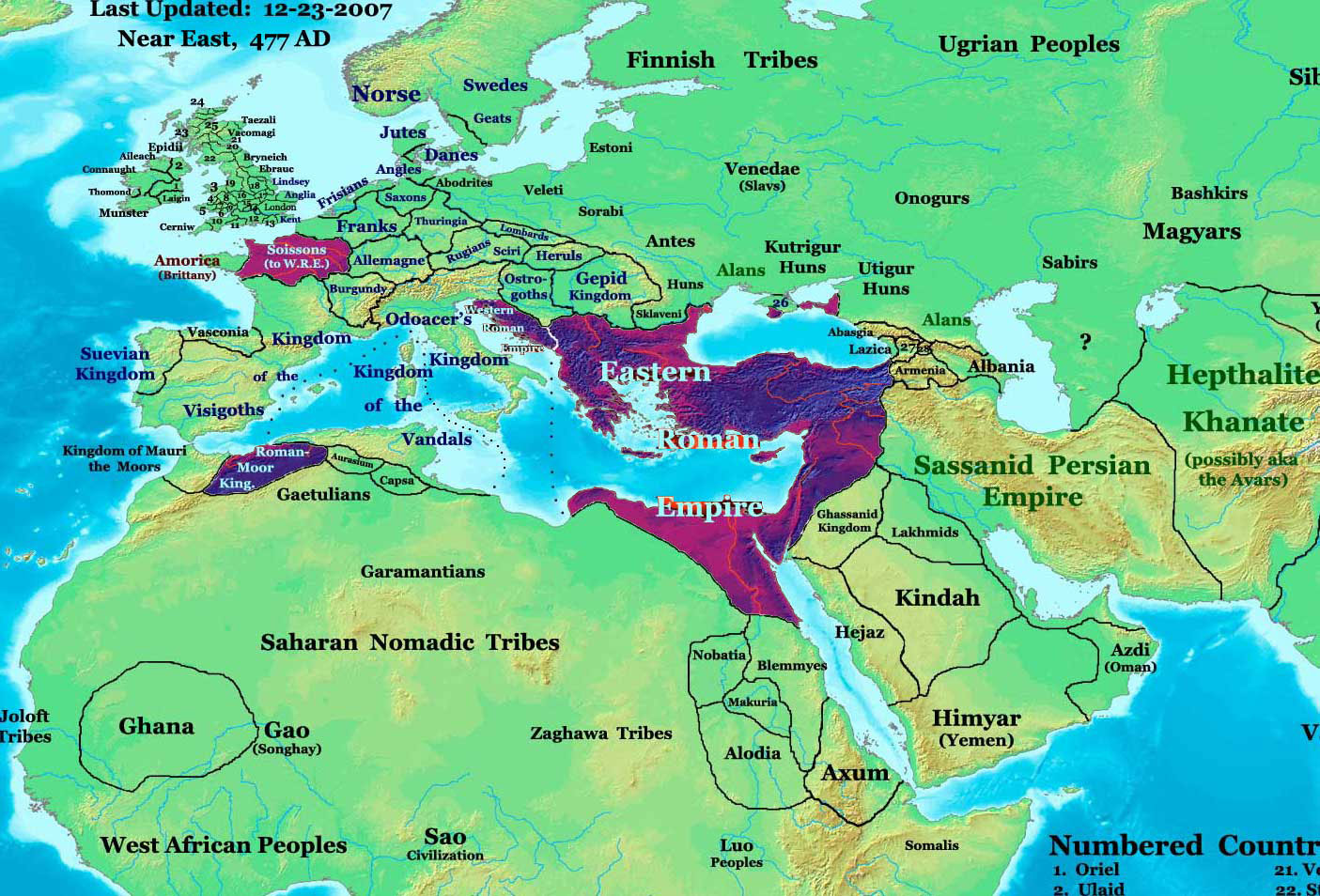
I due imperi romano e persiano nel 477, e le nazioni confinanti con essi, che spesso vennero coinvolte nei loro conflitti

Nel 524-525, Kavad I propose all'Imperatore Giustino I di adottare Cosroe ma l'Augusto rifiutò. Le tensioni tra i due imperi si mutarono in conflitto quando l'Iberia passò dall'influenza sasanide all'alleanza con i Romani; il sovrano Kavad I aveva infatti cercato di convertire forzatamente gli Iberici, cristiani, allo Zoroastrismo, causando (524/525) la rivolta degli Iberici, governati dal re Gurgene, che chiesero aiuto all'Imperatore di Costantinopoli. Giustino I intervenne quindi in soccorso del re iberico Gurgene, ma gli aiuti furono insufficienti, e Gurgene fu costretto a fuggire a Costantinopoli. I primi anni di guerra furono favorevoli ai Persiani: oltre a sedare la rivolta iberica, riuscirono anche a respingere un'offensiva romana contro Nisibi e Thebetha e ad impedire, con alcuni attacchi, agli eserciti romani di fortificare Thannuris e Melabasa.
Nel 527, morto Giustino I, divenne imperatore Giustiniano, il quale riorganizzò l'esercito nel tentativo di porre rimedio a queste sconfitte. Il nuovo imperatore nominò Belisario magister militum per orientem, affidandogli il comando della guerra contro i Sasanidi. La scelta si rivelò felice, e Belisario diede prova del suo valore sconfiggendo, grazie alla sua superiore abilità tattica, l'esercito sasanide nella battaglia di Dara (530). Vennero poi respinte varie incursioni sasanidi in territorio romano, i Persiani occuparono due fortezze in Lazica, i Romani occuparono alcune fortezze in Persarmenia e sottomisero la nazione degli Tzani. Nel 531 i Persiani sferrarono una grande offensiva nella Commagene, sperando di impadronirsi di Antiochia: ma, pur infliggendo una sconfitta a Belisario presso Callinicum, si ritirarono con pesanti perdite senza aver espugnato una città. Dopo la battaglia di Callinicum, Belisario venne rimosso dal suo incarico mentre Ermogene tentò invano di negoziare una pace con Kavad I. Nel 532, in seguito alla morte di Kavad I, il suo successore Cosroe firmò con l'Impero d'Oriente una pace eterna, che prevedeva il pagamento per i Romani di 110 centenaria ai Sasanidi e il mantenimento dello status quo antecedente alla guerra.

##### Giustiniano I contro Cosroe I (540-561)
| Impero romano Conquiste di Giustiniano | Impero sasanide Vassalli dei Sasanidi |

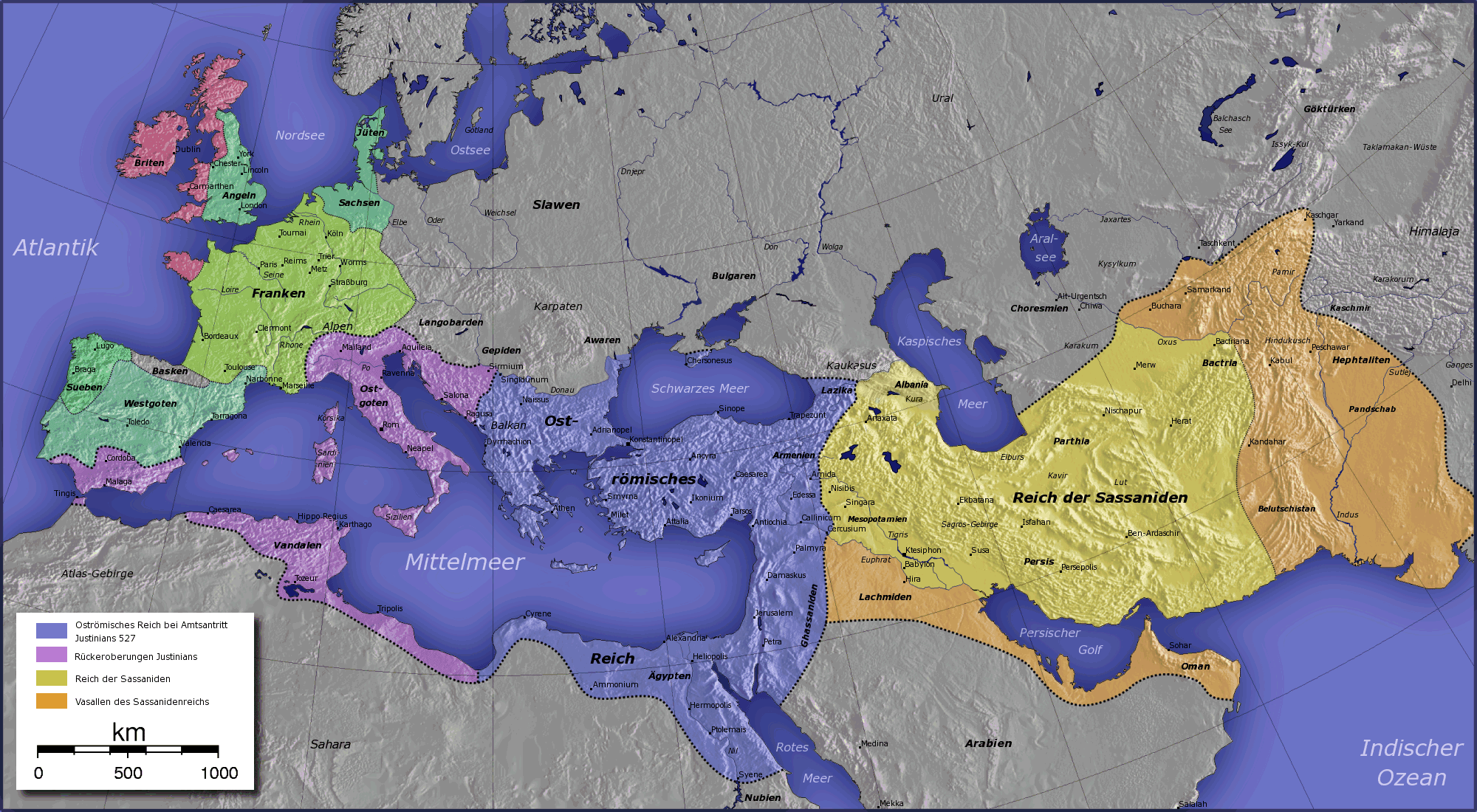
Gli imperi romano e sasanide sotto il regno di Giustiniano I.

La pace durò otto anni durante i quali Giustiniano, per mezzo di Belisario, riuscì a impadronirsi del Nord Africa e di gran parte dell'Italia, compresa Roma. Nella primavera del 540 però Cosroe I, su pressanti richieste dei Goti e degli Armeni, decise di infrangere il trattato: invase dunque la Siria e la Mesopotamia, espugnando e distruggendo varie città inclusa Antiochia, la cui popolazione venne deportata in Persia. Alla notizia di questi avvenimenti l'Imperatore Giustiniano richiamò immediatamente il suo generale migliore, Belisario, dall'Italia per inviarlo contro i Persiani. Giunto in Mesopotamia nella primavera del 541, Belisario invase il territorio persiano, riuscendo sì ad espugnare con grossa difficoltà la fortezza di Sisauron ma fallendo nell'assedio di Nisibi. Un malore che colpì parecchi soldati romani, forse non abituati al clima della Persia, lo costrinse infine a svernare a Costantinopoli nell'inverno del 541. Nel 542 Cosroe invase l'Eufratense ma fu persuaso al ritiro da Belisario. L'anno successivo i Romani assaltarono senza successo Dvin mentre nel 544 a condurre l'offensiva furono i Persiani che cercarono invano di espugnare Edessa. Infine, nel 545, fu firmata una tregua tra i due imperi (aiutata dal pagamento di 20 centenaria), secondo cui i Persiani accettavano di non attaccare il territorio bizantino per i successivi cinque anni, ma che tuttavia non era valida per la Lazica.

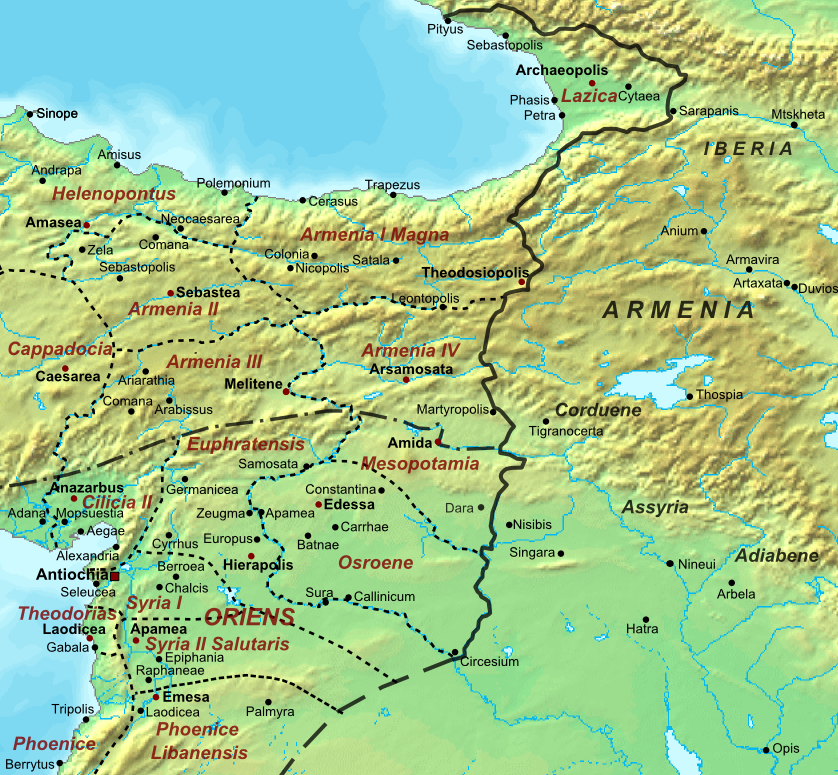
La frontiera nel 565.

Nel 549 il conflitto con i Persiani riprese vigore in seguito al tentativo da parte sasanide di convertire forzatamente la popolazione lazica al Zoroastrismo. Il re di Lazica Gubazes II, trovando oppressivo il protettorato persiano, si risolse a implorare il perdono e la protezione dell'imperatore Giustiniano, chiedendogli rinforzi contro i Persiani in cambio del ripristino del protettorato romano sulla regione. Di conseguenza Giustiniano inviò in Lazica 7 000 truppe sotto il comando di Dagisteo: le prime battaglie furono per lui vittoriose, anche se l'esercito combinato bizantino-lazico riuscì ad espugnare la fortezza chiave di Petra solo nel 551; proprio in quell'anno, però, i Persiani, condotti dal generale Mihr-Mihroe, sferrarono un'offensiva vincente, riuscendo a occupare la Lazica orientale. A quel punto le due potenze rinnovarono la tregua del 545, che non era però valida per la Lazica, dove il conflitto si protrasse in situazione di stallo fino al 557, anno in cui Cosroe, minacciato dagli Unni Bianchi, decise di sospendere le ostilità anche in Lazica. Nel 561 gli inviati di Giustiniano e Cosroe firmarono una pace di 50 anni, in base alla quale i Persiani accettarono di evacuare la Lazica e ricevettero un sussidio annuale di 30 000 nomismata all'anno. Entrambe le parti, inoltre, si fecero promesse reciproche di non costruire nuove fortificazioni lungo la frontiera.

##### Guerra per il Caucaso (572-591)
Una nuova guerra scoppiò nel 572, dopo che l'Armenia e l'Iberia si rivoltarono contro la dominazione sasanide (571).
Giustino II pose l'Armenia sotto la sua protezione, mentre le truppe romane comandate dal nipote di Giustino, Marciano, saccheggiarono l'Arzanene e invasero la Mesopotamia persiana. I Persiani tuttavia riuscirono a respingere l'offensiva romana e a prendere l'iniziativa, saccheggiando la Siria ed espugnando la strategicamente importante Dara. I Romani riuscirono a ottenere una tregua di un anno in Mesopotamia (poi estesa a cinque anni) al prezzo di 45 000 solidi, ma la guerra continuò nel Caucaso e nella frontiera desertica. Nel 576, Cosroe I invase l'Anatolia e saccheggiò Sebasteia, ma subì una pesante sconfitta presso Melitene ad opera del generale Giustiniano.

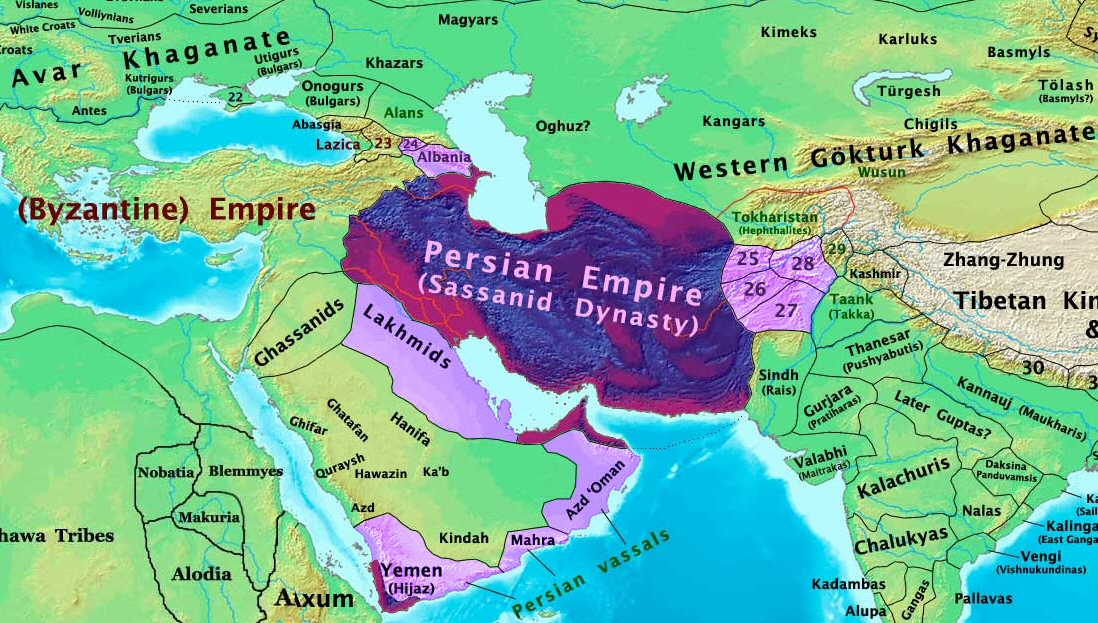
L'impero sasanide e gli stati confinanti (incluso l'impero romano d'Oriente) nel 600.

I Romani sfruttarono il momento favorevole penetrando profondamente in territorio persiano e saccheggiando l'Atropatene ma la loro avanzata fu fermata dal generale sasanide Tamkhusro, la cui vittoria spinse lo scià a rifiutare le proposte di pace bizantine. Dopo questi avvenimenti, Tiberio II decise di rimuovere dal comando Giustiniano e sostituirlo con Maurizio; quest'ultimo ottenne vari successi militari, spingendo Cosroe ad aprire di nuovo le negoziazioni di pace; la morte dello scià fermò le negoziazioni in quanto il suo successore Ormisda IV (579-590) preferì proseguire la guerra. Maurizio nel 582 sconfisse i Sasanidi presso Constantina, battaglia in cui venne sconfitto e ucciso Tamkhusro. Proprio nel 582 morì l'Imperatore Tiberio II il quale designò quale suo successore proprio Maurizio.
La guerra proseguì per alcuni anni in stato di stallo fino a quando nel 589 il generale persiano Bahram Chobin si rivoltò contro lo scià Ormisda IV. Ormisda venne assassinato in una congiura nel 590; gli succedette il figlio Cosroe II. Cosroe II non riuscì però a sedare la rivolta di Bahram, che si impossessò della capitale e del trono, costringendo il figlio di Ormisda alla fuga in territorio romano. Con l'aiuto militare offertogli da Maurizio, Cosroe riuscì tuttavia a deporre Bahram VI e a ritornare sul trono di Persia. Riconoscente ai Romani, Cosroe non solo restituì loro Dara e Martiropoli ma cedette loro anche la parte occidentale dell'Iberia e più della metà dell'Armenia persiana (591).

##### Eraclio contro Cosroe II (602-628)

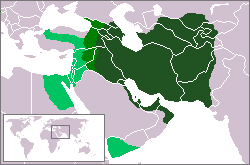
L'impero sasanide al suo apogeo.

Nel 602 l'esercito romano impegnato nei Balcani a contrastare le invasioni di Slavi e Avari, scontento nei confronti di Maurizio, si rivoltò all'autorità imperiale e, capeggiato dal centurione Foca, si impossessò della capitale nominando nuovo Imperatore Foca; pochi giorni dopo Maurizio e la sua famiglia vennero trucidati. Cosroe II usò l'assassinio del suo benefattore come pretesto per iniziare una nuova guerra contro i Romani. Nei primi anni di guerra i Persiani ottennero successi senza precedenti, occupando tutte le città-fortezza della Mesopotamia e del Caucaso a oriente dell'Eufrate. Essi vennero favoriti dalla rivolta del generale romano Narsete contro Foca e dall'utilizzo da parte di Cosroe di un pretendente che sosteneva di essere Teodosio, il figlio di Maurizio e il legittimo erede al trono. Foca venne assassinato nel 610 da Eraclio, che salì al potere. Nel frattempo i Persiani, dopo aver completato la conquista della Mesopotamia e del Caucaso, nel 611 invasero la Siria e entrarono in Anatolia, occupando Cesarea. Dopo aver espulso i Persiani dall'Anatolia nel 612, Eraclio lanciò una controffensiva in Siria nel 613 ma venne sconfitto presso Antiochia da Shahrbaraz e Shahin e la posizione romana collassò. Nel decennio successivo i Persiani riuscirono a conquistare la Palestina e l'Egitto, e a devastare l'Anatolia. Nel frattempo, gli Avari e gli Slavi approfittarono della situazione per invadere i Balcani, portando l'Impero romano sull'orlo del collasso.
Eraclio decise però di non cedere e tentò di ricostruire il suo esercito e chiese in prestito del denaro alla Chiesa per ottenere i fondi necessari per continuare la guerra. Nel 622, l'Augusto lasciò Costantinopoli, affidando la città al Patriarca Sergio e al generale Bono in qualità di reggenti di suo figlio. Formò un esercito in Asia Minore e, dopo aver addestrato di persona i suoi soldati, lanciò una nuova contro-offensiva, che assunse i caratteri di una Guerra santa. Dopo aver inflitto una prima sconfitta ai Persiani di Shahrvaraz nel Caucaso (622-623), Eraclio tornò nel 623 a Costantinopoli per negoziare una tregua con gli Avari. Riprese le sue campagne in Oriente nel 624, che furono nel complesso vittoriose: egli dapprima mise in fuga un esercito persiano comandato da Cosroe in persona a Gazaca in Atropatene per poi saccheggiare verso la fine dell'anno i luoghi di culto dello Zoroastrismo. Nel 625 sconfisse i generali Shahrvaraz, Shahin e Shahraplakan in Armenia, sferrando inoltre un vittorioso assalto agli accampamenti invernali di Shahrvaraz. Supportati da un esercito persiano sotto il commando di Shahrbaraz, gli Avari e gli Slavi assediarono senza successo Costantinopoli nel 626, mentre un secondo esercito persiano sotto il comando di Shahin subì un'altra sconfitta per mano del fratello di Eraclio Teodoro.

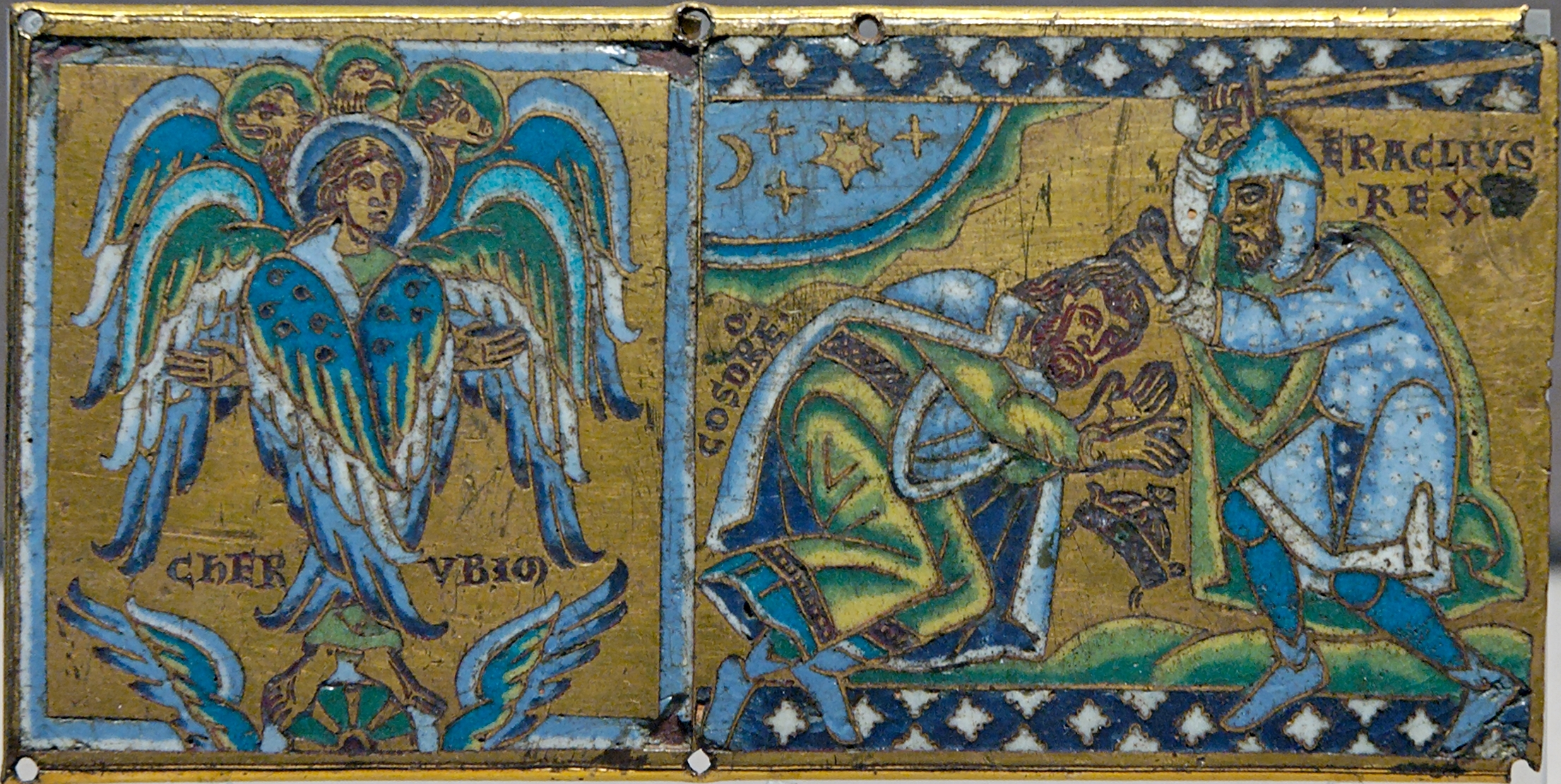
Cosroe II si sottomette a Eraclio I.

Nel frattempo, Eraclio strinse un'alleanza con i Turchi, che avevano approfittato della declinante forza dei Persiani per devastare i loro territori nel Caucaso. Nel tardo 627, Eraclio lanciò un'offensiva invernale in Mesopotamia, dove, nonostante la diserzione del contingente turco, inflisse una decisiva e schiacciante sconfitta ai Persiani nella battaglia di Ninive. Il 4 gennaio 628 saccheggiò il gran palazzo di Cosroe II 
a Dastagird, recuperando anche numerose insegne romane e vendicando così le precedenti sconfitte romane contro i Persiani; non riuscì tuttavia a raggiungere la città di Ctesifonte per la distruzione dei ponti sul canale di Nahrawan. Umiliato dalla serie di disfatte, Cosroe venne ucciso in una congiura e gli succedette il figlio Kavadh II, che firmò un trattato di pace con i Romani, accettando di ritirarsi da tutti i territori occupati. Eraclio riportò la Vera Croce, deportata in Persia dai persiani durante la conquista di Gerusalemme nel 614, nella Città Santa con una grandiosa cerimonia nel 629.

## Conseguenze
L'impatto devastante di quest'ultima guerra, aggiunta agli effetti cumulativi di un secolo di conflitti continui, lasciò entrambi gli imperi indeboliti. Quando Kavadh II morì pochi mesi dopo la sua ascesa al trono, la Persia precipitò in un periodo di lotte dinastiche e di guerre civili. I Sasanidi vennero inoltre indeboliti dal declino economico, pesanti tassazioni, malcontento religioso, e dall'ascesa dei proprietari provinciali. Anche l'Impero Romano uscì dal conflitto pesantemente indebolito, con le sue riserve finanziarie esaurite dalla guerra, e con i Balcani per gran parte in mano degli Slavi. Inoltre, l'Anatolia venne devastata da ripetute invasioni persiane; e le province orientali riconquistate da Eraclio (Caucaso, Siria, Mesopotamia, Palestina ed Egitto) vennero impoverite dagli anni di occupazione persiana.
A nessun impero venne data l'opportunità di riprendersi dalla crisi, perché alcuni anni dopo vennero colpiti dall'invasione degli Arabi (da poco uniti dall'Islam), che, secondo Howard-Johnston, "possono essere paragonati a uno tsunami umano". Secondo George Liska, il "prolungato conflitto bizantino–persiano aprì la strada all'Islam". L'Impero sasanide soccombette rapidamente a questi attacchi e venne completamente distrutto. Durante le guerre bizantino–arabe, lo stremato Impero romano perse di nuovo le province appena recuperate di Siria, Armenia, Egitto e Nord Africa, venendo ridotto a un territorio comprendente l'Anatolia, varie isole e una piccola parte dei Balcani e dell'Italia. Queste terre ancora in mano romana/bizantina vennero inoltre impoverite da attacchi frequenti, segnando la transizione da una civiltà classica urbana a una forma di società più rurale e medievale. Tuttavia, a differenza della Persia, l'Impero romano (bizantino) riuscì a sopravvivere all'assalto arabo, riuscendo a mantenere i territori residui e a resistere a due assedi arabo-musulmani della capitale nel 674–678 e 717–718. L'Impero bizantino perse inoltre Creta e la Sicilia a vantaggio degli arabi nel corso dei conflitti successivi, riuscendo però a recuperare la prima.

## Giudizi
Guerre romano-partiche
69 a.C.: Primi contatti tra Romani e Parti, avvenuti durante l'invasione dell'Armenia meridionale da parte di Lucullo.

66–65 a.C.: Disputa tra Pompeo e Fraate III riguardante il confine tra i due stati, posto sull'Eufrate.

53 a.C.: Sconfitta romana nella battaglia di Carre: Publio Licinio Crasso e suo figlio muoiono per mano dei Parti.

42–37 a.C.: I Parti invadono la Siria e di altre province romane, ma sono respinti da Marco Antonio e Ventidio.

36–33 a.C.: Marco Antonio guida una campagna fallimentare contro i Parti. Ne segue una vittoriosa in Armenia, ma seguita da un ritiro, dopo la quale l'intera regione passa sotto il controllo dei Parti.

20 a.C.: Augusto e Tiberio raggiungono un accordo con i Parti: le insegne sottratte ai Romani a Carre vengono restituite.

36 d.C.: Sconfitto dai Romani, il re dei Parti Artabano II rinuncia alle sue rivendicazioni all'Armenia.

58–63: I Romani invadono l'Armenia, e l'accordo finale riconosce il protettorato romano sulla regione.

114–117: Traiano guida numerose campagne contro i Parti, e arriva a conquistare la Mesopotamia. I territori da lui conquistati saranno poi abbandonati dal suo successore Adriano.

161–165: Guerra in Armenia (161-163), conclusasi con la vittoria romana a dispetto dei successi iniziali partici. In seguito, nel 165, Avidio Cassio saccheggia Ctesifonte.

195–197: L'Imperatore Settimio Severo attacca e conquista la Mesopotamia settentrionale.

216–217: Caracalla inizia una nuova guerra contro i Parti, ma il suo successore Macrino viene sconfitto presso Nisibi.
Guerre romano sasanidi (224-363)
230–232: Ardashir I saccheggia la Mesopotamia e la Siria, ma viene respinto da Alessandro Severo.

238–244: I Parti invadono la Mesopotamia, ma perdono nella battaglia di Resaena. L'Imperatore romano Gordiano III avanza a sud dell'Eufrate, ma viene respinto presso Ctesifonte nella battaglia di Mesiche nel 244.

253: Sconfitta romana nella battaglia di Barbalissos.

c. 258–260: Sapore I sconfigge e cattura Valeriano ad Edessa.

283: Marco Aurelio Caro saccheggia Ctesifonte. 

296–298: Sconfitta romana a Carre nel 296 o 297. L'imperatore Galerio sconfigge i Persiani nel 298.

363: Dopo una vittoria iniziale a Ctesifonte, l'Imperatore Giuliano viene ucciso nella battaglia di Samarra.
Guerre romano sasanidi (363-628)
384: Sapore III e Teodosio I si spartiscono l'Armenia.

421–422: Reazione romana alla persecuzione dei Persiani cristiani intrapresa dallo scià Bahram.

440: Yazdgard II saccheggia l'Armenia romana.

502–506: Scoppia la guerra anastasiana, dopo il rifiuto di Anastasio I di concedere un prestito ai Persiani. La guerra si concluderà con una tregua di sette anni.

526–532: Guerra iberica: i Romani vincono a Dara e Satala, ma perdono a Callinicum. La fine della guerra segna la "Pace Eterna".

540-561: Scoppia la Guerra lazica, dopo che i Persiani rompono la "Pace Eterna" invadendo la Siria. La guerra si concluderà nel 561 con la firma di una pace di 50 anni e la cessione ai Romani della Lazica.

572–591: Scoppia la Guerra del Caucaso, dopo che gli Armeni si rivoltano ai Persiani. Nel 589 il generale persiano Bahram Chobin si ribella e usurpa il trono a Cosroe II, ma questi viene rimesso al trono dagli eserciti combinati romani e persiani. L'imperatore sasanide ricompensa i Romani cedendo loro alcune città (tra cui Dara e Martiropoli) e parte dell'Iberia e della Persarmenia.

602: Dopo l'assassinio di Maurizio, Cosroe II invade e conquista la Mesopotamia.

611–623: I Persiani conquistano la Siria, la Palestina, l'Egitto e Rodi e penetrarono in Anatolia.

626: I Persiani e gli Avari assediano Costantinopoli, ma la città resiste.

627: I Persiani sono sconfitti Ninive.

629: L'Imperatore romano Eraclio riporta la Vera Croce a Gerusalemme, dopo che i Persiani accettano di ritirarsi da tutti i territori occupati.
Le guerre romano–persiane sono state considerate "inutili" e troppo "deprimenti e tediose da studiare". Profeticamente, Cassio Dione notò il fatto che erano "un ciclo senza fine di confronti armati", osservando che:
(Cassio Dione, Storia romana, LXXV, 3.)
Nella lunga serie di scontri tra le due potenze, la frontiera in Mesopotamia settentrionale rimase più o meno stabile, sebbene Nisibi, Singara, Dara e altre città dell'area venissero continuamente perse e riconquistate dai due contendenti, e il possesso di queste realtà di frontiera potesse dare a un impero un parziale vantaggio commerciale sull'altro. Frye sostiene che il sangue versato dalle due potenze non portò a grandi guadagni reali per nessuna delle parti in causa, esattamente come accadde con i pochi metri di terra strappati a un costo terribile nella guerra di trincea del primo conflitto mondiale.
Entrambi gli schieramenti tentarono di giustificare i loro rispettivi obbiettivi militari. L'ambizione da parte di Roma prima, e di Bisanzio poi, a dominare il mondo era accompagnata da un senso di missione - come garanti di pace e ordine - e dall'orgoglio per le loro conquiste civili. Fonti romane e bizantine svelano pregiudizi diffusi sulle forme di governo, lingue, religioni dei regni orientali. Il seguente è il giudizio di Agazia sui Persiani, che esprime il punto di vista romano:
(Agazia, Storie, 4.26.6)
John F. Haldon sottolinea che, "sebbene i conflitti tra la Persia e l'Impero d'Oriente girassero intorno a questioni di controllo strategico della frontiera [...], vi era sempre presente un elemento religioso-ideologico". A partire da Costantino, gli imperatori romani si proclamarono protettori dei cristiani di Persia. Questo atteggiamento generò forti sospetti sulla fedeltà dei cristiani sudditi dell'Iran sasanide, e spesso contribuì all'inasprimento dei conflitti tra Romani e Persiani. Una caratteristica della fase finale del conflitto, quando quella che era iniziata nel 611–612 come una guerra di saccheggi divenne una guerra di conquista, era la preminenza della croce come simbolo di vittoria imperiale e il fatto che la guerra contro i Persiani fosse considerata da Costantinopoli una sorta di crociata contro i miscredenti; Eraclio stesso si riferì a Cosroe come il nemico di Dio, e gli autori del VI e del VII secolo sono molto ostili all'Impero sasanide. Questa tradizione di erudizione storica "pro-romana" prevalse per secoli, e fu solo recentemente che gli studiosi adottarono un altro approccio, e tentarono di illuminare la meno conosciuta posizione persiana.

## Storiografia

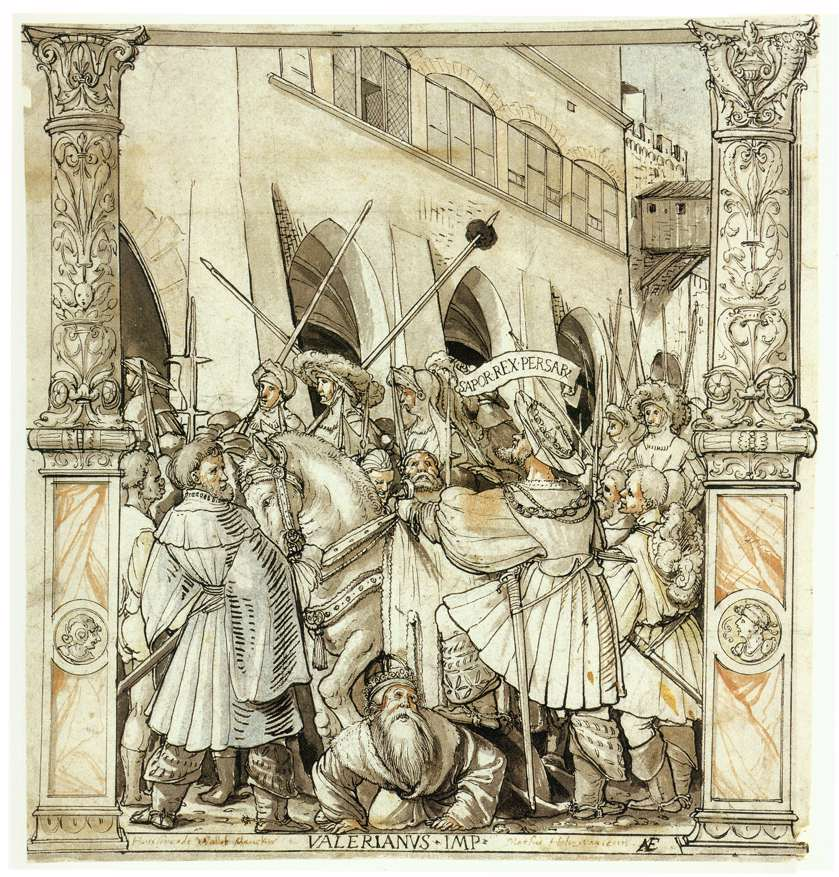
L'umiliazione di Valeriano a opera di Sapore (Hans Holbein il giovane, 1521, Kunstmuseum Basel).

Le fonti per la storia della Partia e delle guerre con Roma sono scarse. I Parti favorirono la trasmissione della loro storia per via orale e non scritta e ciò assicurò la corruzione della loro storia una volta vinti. Le fonti principali di questo periodo sono quindi degli storici romani (Tacito, Mario Massimo, e Giustino) e di quelli greci (Erodiano, Cassio Dione e Plutarco). Il 13° libro degli Oracoli Sibillini narra gli effetti delle guerre romano–persiane in Siria dal regno di Gordiano III a Odenato di Palmira.
Le fonti principali per il primo periodo sasanide non sono coeve. Tra queste le più importanti sono i greci Agazia e Malala, i persiani Ṭabarī e Firdusi, l'armeno Agatangelo, e le cronache siriache di Edessa e Arbela. L'Historia Augusta non è né coeva né affidabile, ma è la principale fonte conservatasi per le campagne di Severo e di Caro. Le iscrizioni trilingui (greco, partico e medio-persiano) di Sapore (Res gestae divi Saporis) sono fonti primarie, benché esprimano il solo punto di vista persiano. Si tratta tuttavia di tentativi isolati di avvicinarsi alla storiografia scritta, e dalla fine del IV secolo, anche la pratica di scolpire bassorilievi sulla roccia e lasciare brevi iscrizioni venne abbandonata dai Sasanidi.
Per il periodo che va dal 353 al 378, le Storie di Ammiano Marcellino forniscono una testimonianza oculare dei principali eventi nella frontiera orientale. Per gli eventi che vanno dal quarto al sesto secolo, le opere di Sozomeno, Zosimo, Prisco di Panion, e Zonara sono di speciale valore. Procopio, Agazia e Menandro Protettore sono le fonti principali per il regno di Giustiniano; Procopio dedica i primi due libri e parte dell'ottavo della sua Storia delle guerre ai conflitti contro i Sasanidi fermandosi al 552; la sua opera fu continuata da Agazia, il quale si fece tradurre in greco dall'amico Sergio gli Annali reali persiani per ottenere notizie di prima mano su quel popolo; grazie all'utilizzo di questa fonte persiana, lo storico greco poté comporre delle digressioni sulla religione e sulla storia sasanide. L'opera di Agazia si ferma al 558 e venne continuata da Menandro Protettore del quale restano solo frammenti; uno di questi riguarda la pace con i Sasanidi del 561. L'opera di Menandro Protettore è continuata da Teofilatto Simocatta, che è la fonte principale per il regno di Maurizio.
Per quanto riguarda l'ultima guerra romano-persiana, Teofane, il Chronicon Paschale e i poemi di Giorgio di Pisidia sono le fonti primarie principali. In aggiunta alle fonti bizantine, due storici armeni, Sebeos e Movses, forniscono ulteriori dettagli sulle campagne di Eraclio e sono considerati da Howard-Johnston come "le più importanti tra le fonti non-musulmane ancora esistenti". Gli archivi persiani sono andati perduti, dunque non vi sono fonti persiane contemporanee che parlano di questa guerra. Fonti contemporanee non greche di utile valore sono la Cronaca di Giovanni di Nikiu, redatta in copto ma sopravvissuta solo nella traduzione in etiope, e la Storia attribuita a Sebeos (vi è controversia sull'attribuzione dell'opera). Sono sopravvissute anche alcune cronache siriache coeve (Cronaca del 724 e Cronaca di Guidi o Cronaca del Khuzistan), che Dodgeon, Greatrex, e Lieu ritengono siano tra "le più importanti" fonti contemporanee. Di certa importanza sono anche le agiografie bizantine dei santi Teodoro il Siceota e Anastasio il Persiano, di certa utilità per comprendere il contesto dell'epoca in cui si svolse la guerra. La numismatica si è provata utile nella datazione, e lo stesso si può dire per la sigillografia, come per le opere d'arte e rinvenimenti archeologici. Fonti epigrafiche o iscrizioni sono di uso limitato. Luttwak ha definito lo Strategikon di Maurizio il "miglior manuale di arte militare bizantina"; fornisce informazioni utili su come gli eserciti combattevano all'epoca.

### Fonti primarie
- Agatangelo, Storia degli Armeni.
- Agazia, Storia sul regno di Giustiniano.
- Ammiano Marcellino, Res Gestae Libri XXXI.
- Appiano di Alessandria, Guerra civile.
- Aurelio Vittore, Liber de Caesaribus.
- Cassio Dione Cocceiano, Storia romana.
- Chronicon Paschale. Testo originale qui.
- Flavio Cresconio Corippo, Johannis.
- Erodiano, Storia dell'Impero romano.
- Eutropio, Breviarium ab Urbe condita.
- Giorgio di Pisidia, De expeditione Heraclii imperatoris contra Persas.
- Zosimo, Storia nuova, 2013.
- Giovanni di Epifania, Storia.
- Giosuè lo Stilita, Cronaca, traduzione di William Wright.
- Giustino, Historiarum Philippicarum. Libro XLI. Testo originale qui.
- Historia Augusta.
- Lattanzio, De Mortibus Persecutorum. Testo originale qui.
- Livio, Periochae ab Urbe condita libri.
- Oracoli sibillini. Libro XIII. Tradotto in inglese da Milton S. Terry.
- Plutarco, Vite parallele - Vita di Marco Antonio.
- Procopio, La Guerra Persiana, traduzione di H. B. Dewing.
- Giorgio Sincello, Selezione di cronografia.
- Socrate Scolastico, Storia Ecclesiastica.
- Sozomeno, Storia Ecclesiastica, traduzione di Chester D. Hartranft, Philip Schaff e Henry Wace.
- Tacito, Annales, 1815.
- Teofane Confessore, Cronaca (PDF).
- Teofilatto Simocatta, Storia (PDF), traduzione di Michael e Mary Whitby. URL consultato il 28 gennaio 2009 (archiviato dall'url originale il 12 giugno 2010).
- Vegezio. Epitoma Rei Militaris. Libro III. Testo originale qui.
- Zaccaria Retore, Historia Ecclesiastica.
- Zonara, L'epitome delle storie.

### Fonti secondarie in lingua italiana
- Maria Gabriella Angeli Bertinelli, Roma e l'Oriente: strategia, economia, società e cultura nelle relazioni politiche fra Roma, la Giudea e l'Iran, Roma, L'Erma di Bretschneider, 1979.
- Federico Arborio Mella, L'impero persiano. Da Ciro il grande alla conquista araba, Milano, Mursia, 1980.
- Anselmo Baroni, Cronologia della storia romana dal 235 al 476, in Storia Einaudi dei Greci e dei Romani, vol. 19, Milano, 2009.
- Giovanni Brizzi, Il guerriero, l'oplita, il legionario: gli eserciti nel mondo classico, Bologna, Il Mulino, 2002.
- Giovanni Brizzi, Storia di Roma. 1.Dalle origini ad Azio, Bologna, 1997.
- F. Chamoux, Marco Antonio, Milano, 1988.
- Malcolm A. R. Colledge, L'impero dei Parti, Roma, Newton Compton, 1979.
- Emilio Gabba, Sulle influenze reciproche degli ordinamenti dei Parti e dei Romani, in Atti del Convegno sul terma: la Persia e il mondo greco-romano, Accademia Nazionale dei Lincei, 1965.
- Emilio Gabba, I Parti, in Storia di Roma, II, Torino, Einaudi, 1990.
- Michael Grant, Gli imperatori romani. Storia e segreti, Roma, Newton & Compton, 1984, ISBN 88-7983-180-1.
- E. Horst, Costantino il grande, Milano, 1987.
- D. Kennedy, L'Oriente, in John Wacher (a cura di), Il mondo di Roma imperiale: la formazione, Roma-Bari, 1989.
- Ariel Lewin, Popoli, terre, frontiere dell'Impero romano: il Vicino Oriente nella tarda antichità, I (Il problema militare), Catania, Ediz. del Prisma, 2008.
- Edward Luttwak, La grande strategia dell'Impero bizantino, Milano, Rizzoli, 2009.
- Santo Mazzarino, L'impero romano, Bari, 1976.
- André Piganiol, Le conquiste dei Romani, Milano, 1989.
- Roger Rémondon, La crisi dell'impero romano. Da Marco Aurelio ad Anastasio, Milano, 1975.
- Stephen Williams, Diocleziano. Un autocrate riformatore, Genova, 1995, ISBN 88-7545-659-3.

### Fonti secondarie in lingua straniera
- Warwick Ball, Rome in the East: The Transformation of an Empire, Routledge, 2000, ISBN 0-415-24357-2.
- T. D Barnes, Constantine and the Christians of Persia, in The Journal of Roman Studies, vol. 75, 1985,  pp. 126-136, ISSN 0013-8266 (WC · ACNP). URL consultato l'8 giugno 2007.
- Norman H. Baynes, The restoration of the Cross at Jerusalem, in The English Historical Review, vol. 27, n. 106, 1912,  pp. 287-299, DOI:10.1093/ehr/XXVII.CVI.287, ISSN 0013-8266 (WC · ACNP).
- H. D. H Bivar, The Political History of Iran under the Arsacids, in Bayne Fisher, William; Gershevitch, Ilya; Yarshater, Ehsan; Frye, R. N.; Boyle, J. A.; Jackson, Peter; Lockhart, Laurence; Avery, Peter; Hambly, Gavin; Melville, Charles (a cura di), The Cambridge History of Iran, Cambridge University Press, 1993, ISBN 0-521-20092-X.
- Kelly Boyd, Byzantium, in Encyclopedia of Historians and Historical Writing, Taylor & Francis, 1999, ISBN 1-884964-33-8.
- Chris Brazier, The Rise and Rise of Religion, in The No-Nonsense Guide to World History, Verso, 2001, ISBN 1-85984-355-7.
- (EN) John Bagnell Bury et al., The Cambridge Ancient History - Volume XIII The Late Empire 337-425, Cambridge University Press, 1925,  pp. 11-32, ISBN 0-521-30200-5.
- John Bagnell Bury, History of the Later Roman Empire, Macmillan & Co., Ltd., 1923.
- Averil Cameron, Images of Authority: Elites and Icons in Late Sixth-century Byzantium, in Past and Present, vol. 84, 1979, DOI:10.1093/past/84.1.3.
- Brian Campbell, The Severan Dynasty, in Iorwerth Eiddon, Stephen Edwards (a cura di), The Cambridge Ancient History (XII, The Crisis of Empire), Cambridge University Press, 2005, ISBN 0-521-30199-8.
- Chris Cornuelle, An Overview of the Sassanian Persian Military, su derafsh-kaviyani.com, Derafsh Kaviyani. URL consultato il 6 luglio 2008 (archiviato dall'url originale il 30 giugno 2008).
- Beate Dignas e Engelbert Winter, Rome and Persia in Late Antiquity. Neighbours and rivals, Cambridge University Press, 2007, ISBN 978-3-515-09052-0.
- Michael H. Dodgeon, Geoffrey Greatrex e Samuel N. C. Lieu, The Roman Eastern Frontier and the Persian Wars (Part I, 226–363 AD), Routledge, 2002, ISBN 0-415-00342-3.
- James Allan Evans, Justinian (AD 527–565), su roman-emperors.org, Online Encyclopedia of Roman Emperors. URL consultato il 19 maggio 2007.
- Excavations In Iran Unravel Mystery Of "Red Snake", in Science News, Science Daily, 26 febbraio 2008. URL consultato il 3 giugno 2008.
- Kaveh Farrokh, Khosrau I, Renaissance and Revival, in Shadows in the Desert: Ancient Persia at War, Osprey Publishing, 2007, ISBN 1-84603-108-7.
- Kaveh Farrokh e Angus McBride, The Savaran in Battle, in Sassanian Elite Cavalry AD 224–642, Osprey Publishing, 2005, ISBN 1-84176-713-1.
- Clive Foss, The Persians in Asia Minor and the End of Antiquity, in The English Historical Review, vol. 90, 1975,  pp. 721-47.
- R. N. Frye, The Political History of Iran under the Sassanians, in Bayne Fisher, William; Gershevitch, Ilya; Yarshater, Ehsan; Frye, R. N.; Boyle, J. A.; Jackson, Peter; Lockhart, Laurence; Avery, Peter; Hambly, Gavin; Melville, Charles (a cura di), The Cambridge History of Iran, Cambridge University Press, 1993, ISBN 0-521-20092-X.
- R. N. Frye, The Sassanians, in Iorwerth Eiddon, Stephen Edwards (a cura di), The Cambridge Ancient History - XII - The Crisis of Empire, Cambridge University Press, 2005, ISBN 0-521-30199-8.
- Peter Garnsey e Richard P. Saller, The Roman Empire, in The Roman Empire: Economy, Society and Culture, University of California Press, 1987, ISBN 0-520-06067-9.
- André Grabar, L'Iconoclasme Byzantin: le Dossier Archéologique, Flammarion, 1984, ISBN 2-08-081634-9.
- Geoffrey Greatrex e Samuel N. C. Lieu, The Roman Eastern Frontier and the Persian Wars (Part II, 363–630 AD), Routledge, 2002, ISBN 0-415-14687-9.
- John Haldon, Byzantium in the Seventh Century: the Transformation of a Culture, Cambridge, 1997, ISBN 0-521-31917-X.
- John Haldon, Fighting for Peace: Attitudes to Warfare in Byzantium, in Warfare, State and Society in the Byzantine World, 565–1204, Routledge, 1999, ISBN 1-85728-495-X.
- James Howard-Johnston, East Rome, Sasanian Persia And the End of Antiquity: Historiographical And Historical Studies, Ashgate Publishing, 2006, ISBN 0-86078-992-6.
- Benjamin H. Isaak, The Army in the Late Roman East: The Persian Wars and the Defense of the Byzantine Provinces, in The Near East Under Roman Rule: Selected Papers, Brill, 1998, ISBN 90-04-10736-3.
- A. H. T. Levi, Ctesiphon, in Ring, Trudy; Salkin, Robert M.; La Boda, Sharon (a cura di), International Dictionary of Historic Places, Taylor & Francis, 1994, ISBN 1-884964-03-6.
- C. S. Lightfoot, Trajan's Parthian War and the Fourth-Century Perspective, in The Journal of Roman Studies, vol. 80, 1990,  pp. 115-116. URL consultato il 5 giugno 2008.
- George Liska, Projection contra Prediction: Alternative Futures and Options, in Expanding Realism: The Historical Dimension of World Politics, Rowman & Littlefield, 1998, ISBN 0-8476-8680-9.
- Andrew Louth, The Eastern Empire in the Sixth Century, in McKitterick, Rosamond; Fouracre, Paul; Reuter, Timothy; Luscombe, David Edward; Abulafia, David; Simon, Jonathan; Riley-Smith, Christopher; Allmand, C. T.; Jones, Michael (a cura di), The New Cambridge Medieval History (I, c.500-c.700), Cambridge University Press, 2005, ISBN 0-521-36291-1.
- Geoffrey B. Greatrex, Byzantium and the East in the Sixth Century, in Maas, Michael (a cura di), The Cambridge Companion to the Age of Justinian, Cambridge University Press, 2005, ISBN 0-521-81746-3.
- Christopher S. Mackay, Ceasar and the End of Republican Government, in Ancient Rome: A Military and Political History, Cambridge University Press, 2004, ISBN 0-521-80918-5.
- S. J. McDonough, Persecutions in the Sasanian Empire, in Drake, Harold Allen (a cura di), Violence in Late Antiquity: Perceptions and Practices, Ashgate Publishing, Ltd., 2006, ISBN 0-7546-5498-2.
- David Stone Potter, The Failure of the Severan Empire, in The Roman Empire at Bay: Ad 180–395, Routledge, 2004, ISBN 0-415-10057-7.
- George Rawlinson, Parthia, Cosimo, Inc., 2007  [1893], ISBN 1-60206-136-X.
- Hamrid Omrani Rekavandi, Eberhard Sauer, Tony Wilkinson e Jebrael Nokandeh, The Enigma of the Red Snake (PDF), in Current World Archaeology, n. 27, 2008,  pp. 12-22. URL consultato il 3 marzo 2020 (archiviato dall'url originale il 24 settembre 2015).
- A. SH. Shahbazi, Historiography – Pre-Islamic Period, in Yarshater, Ehsan (a cura di), Encyclopædia Iranica, 1996–2007.
- Irfan Shahid, Arab-Roman Relations, in Rome and the Arabs, Dumbarton Oaks, 1984, ISBN 0-88402-115-7.
- A. N. Sherwin-White, Lucullus, Pompey and the East, in Crook, John Anthony; Rawson, Elizabeth (a cura di), The Cambridge Ancient History (IX, The Last Age of the Roman Republic), Cambridge University Press, 1994, ISBN 0-521-25603-8.
- Martin Sicker, The Struggle over the Euphrates Frontier, in The Pre-Islamic Middle East, Greenwood Publishing Group, 2000, ISBN 0-275-96890-1.
- Philip Sidnell, Imperial Rome, in Warhorse, Cavalry in the Ancient World, Continuum International Publishing Group, 2006, ISBN 1-85285-374-3.
- Pat Southern, Beyond the Eastern Frontiers, in The Roman Empire from Severus to Constantine, Routledge, 2001, ISBN 0-415-23943-5.
- Warren Soward, Michael Whitby e Mary Whitby, Theophylact Simocatta and the Persians (PDF), su humanities.uci.edu, Sasanika. URL consultato il 27 aprile 2008 (archiviato dall'url originale il 5 giugno 2009).
- Paul Speck, Ikonoklasmus und die Anfänge der Makedonischen Renaissance, in Varia 1 (Poikila Byzantina 4), Rudolf Halbelt, 1984,  pp. 175-210.
- Warren Treadgold, A History of the Byzantine State and Society, Stanford University Press, 1997, ISBN 0-8047-2630-2.
- J. F. Verbruggen, Sumner Willard e R. W. Southern, Historiographical Problems, in The Art of Warfare in Western Europe During the Middle Ages, Boydell & Brewer, 1997, ISBN 0-85115-570-7.
- John Wagstaff, Hellenistic West and Persian East, in The Evolution of Middle Eastern Landscapes: An Outline to A.D. 1840, Rowman & Littlefield, 1985, ISBN 0-389-20577-X.
- Everett Wheeler, The Army and the Limes in the East, in Erdkamp, Paul (a cura di), A Companion to the Roman Army[collegamento interrotto], Blackwell Publishing, 2007, ISBN 1-4051-2153-X.
- Michael Whitby, The Army, c. 420–602, in Cameron, Averil; Ward-Perkins, Bryan; Whitby, Michael (a cura di), The Cambridge Ancient History (volume XIV), Cambridge University Press, 2000, ISBN 0-521-32591-9.
- Michael Whitby, The Successors of Justinian, in Cameron, Averil; Ward-Perkins, Bryan; Whitby, Michael (a cura di), The Cambridge Ancient History (volume XIV), Cambridge University Press, 2000, ISBN 0-521-32591-9.
- Stephen Williams e Gerald Friell, Imperial Wealth and Expenditure, in The Rome that Did Not Fall: The Survival of the East in the Fifth Century, Routledge, 1999, ISBN 0-415-15403-0.
- Roger C. Blockley, East Roman Foreign Policy. Formation and Conduct from Diocletian to Anastasius (ARCA 30), Leeds, Francis Cairns, 1992, ISBN 0-905205-83-9.
- Henning Börm, Prokop und die Perser. Untersuchungen zu den Römisch-Sasanidischen Kontakten in der ausgehenden Spätantike, Stuttgart, Franz Steiner, 2007, ISBN 978-3-515-09052-0.
- (DE) Henning Börm, "Es war allerdings nicht so, dass sie es im Sinne eines Tributes erhielten, wie viele meinten..." Anlässe und Funktion der persischen Geldforderungen an die Römer, in Historia, vol. 57, 2008,  pp. 327-346.
- Geoffrey B. Greatrex, Rome and Persia at War, 502–532, Rome, Francis Cairns, 1998, ISBN 0-905205-93-6.
- Benjamin Isaac, The Eastern Frontier, in Cameron, Averil; Garnsey, Peter (a cura di), The Cambridge Ancient History: The Late Empire, A.D. 337–425 XIII, Cambridge University Press, 1998, ISBN 0-521-30200-5.
- Walter E. Kaegi, Heraclius, Emperor of Byzantium, Cambridge University Press, 2003, ISBN 0-521-81459-6.
- Erich Kettenhofen, Die Römisch-persischen Kriege des 3. Jahrhunderts. n. Chr. Nach der Inschrift Sāhpuhrs I. an der Ka’be-ye Zartošt (ŠKZ). Beihefte zum Tübinger Atlas des Vorderen Orients B 55, Wiesbaden, 1982.
- Fergus Millar, The Roman Near East, 31 B.C.-A.D. 337, Cambridge, Harvard University Press, 1982. URL consultato il 1º maggio 2019 (archiviato dall'url originale il 4 giugno 2011).
- Stephen B. Mitchell, A History of the Later Roman Empire, AD 284–641, Blackwell Publishing, 2006, ISBN 1-4051-0857-6.
- David S. Potter, The Roman Empire at Bay: Ad 180–395, London und New York, Routledge, 2004, ISBN 0-415-10058-5.
- Michael Whitby, The Emperor Maurice and his Historian, Oxford University Press, 1988, ISBN 0-19-822945-3.